# الأراضي التي تحتلها إسرائيل

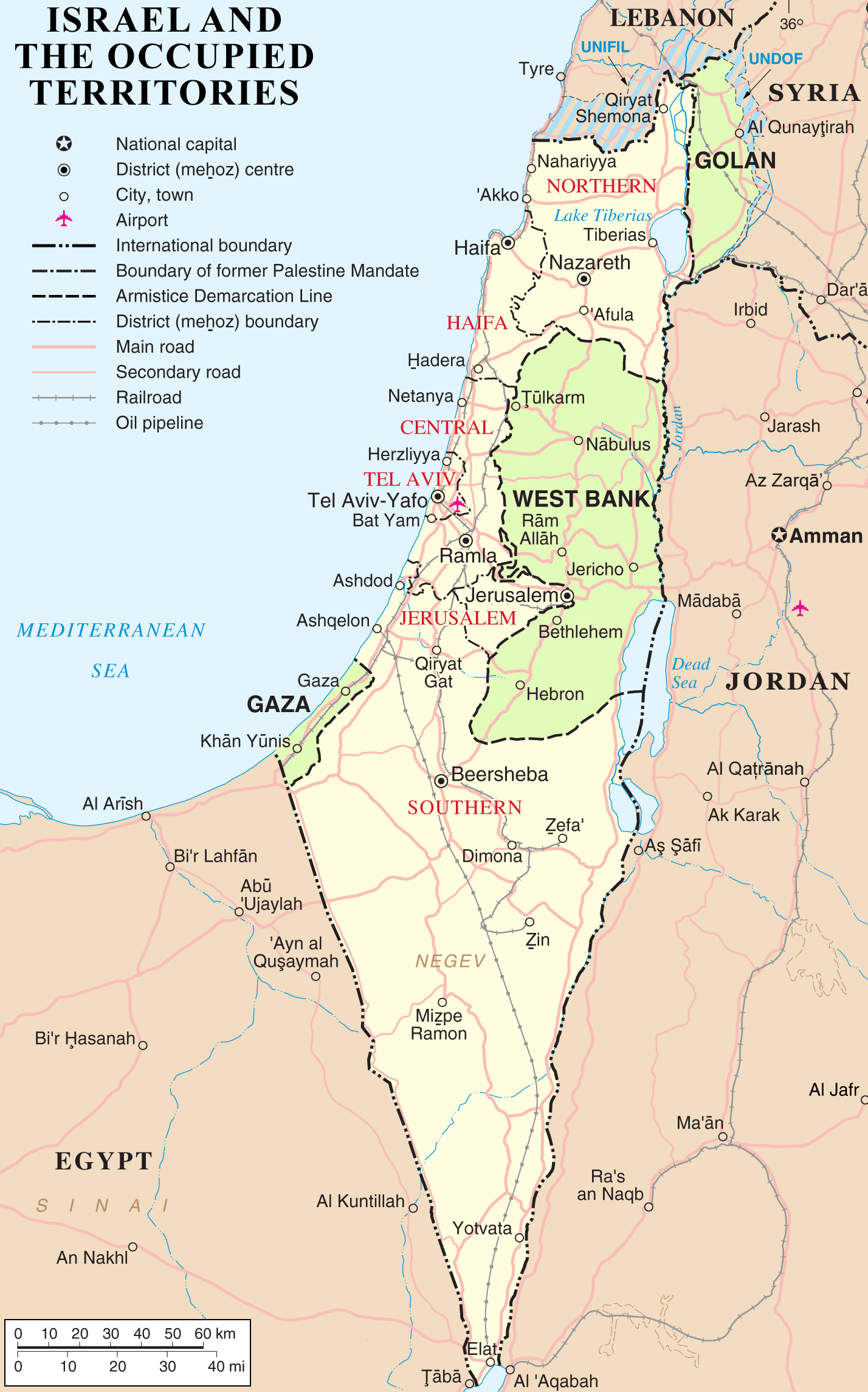
خريطة توضح وضع إسرائيل والأراضي الفلسطينية التي تحتلها

احتلت إسرائيل مرتفعات الجولان السورية والأراضي الفلسطينية منذ حرب الأيام الستة عام 1967. وقد احتلت في السابق شبه جزيرة سيناء في مصر وجنوب لبنان أيضًا. قبل عام 1967، كانت السيطرة على الأراضي الفلسطينية مقسمة بين مصر والأردن، اللتين توليتا إدارة  قطاع غزة والضفة الغربية على التوالي. يعتبر الاحتلال الإسرائيلي للأراضي الفلسطينية ومرتفعات الجولان أطول احتلال عسكري في التاريخ الحديث، حيث نقلت إسرائيل أعداد كبيرة من السكان وبنت مستوطنات كبيرة.
من عام 1967 إلى عام 1981، كانت المناطق الأربع خاضعة لإدارة الحكم العسكري الإسرائيلي، وبعد عودة شبه جزيرة سيناء إلى مصر بعد توقيع معاهدة السلام بين مصر وإسرائيل، ضمت إسرائيل فعليًا مرتفعات الجولان والقدس الشرقية في عام 1980، وأخضعت بقية الضفة الغربية وقطاع غزة للإدارة المدنية الإسرائيلية.
وتعتبر محكمة العدل الدولية والجمعية العامة للأمم المتحدة ومجلس الأمن التابع للأمم المتحدة إسرائيل القوة المحتلة للأراضي. في عام 2024، أصدرت محكمة العدل الدولية رأيًا استشاريًا يفيد بأن احتلال إسرائيل غير قانوني ودعت إسرائيل إلى إنهاء "وجودها غير القانوني... في أسرع وقت ممكن" وتقديم تعويضات لشعب الأراضي المحتلة. ووصف المقرر الخاص للأمم المتحدة ريتشارد فالك احتلال إسرائيل بأنه "إهانة للقانون الدولي". حكمت المحكمة العليا الإسرائيلية بأن إسرائيل تضع الضفة الغربية تحت "احتلال عسكري". ومع ذلك، فضلت الحكومات الإسرائيلية المتعاقبة استخدام مصطلح "الأراضي المتنازع عليها" في حالة الضفة الغربية، وتؤكد إسرائيل أيضاً أن الضفة الغربية هي أرض متنازع عليها.
في عام 2005، انسحبت إسرائيل من جانب واحد من قطاع غزة، ولكن الأمم المتحدة وعدد من منظمات حقوق الإنسان لا تزال تعتبر إسرائيل قوةً محتلة بسبب حصارها للمنطقة؛ وترفض إسرائيل هذا الوصف.

## نظرة عامة
وتكمن أهمية تسمية هذه الأراضي بالأراضي المحتلة في أن بعض الالتزامات القانونية تقع على عاتق القوة المحتلة بموجب القانون الدولي، الذي يقرّ بوجود قوانين حرب معينة تحكم الاحتلال العسكري، بما في ذلك اتفاقيات لاهاي لعامي 1899 و1907 واتفاقية جنيف الرابعة. ومن بين هذه الالتزامات الحفاظ على الوضع الراهن حتى توقيع معاهدة سلام، أو حل الشروط المحددة في معاهدة السلام، أو تشكيل حكومة مدنية جديدة.
تتجادل إسرائيل حول ما إذا كانت قوة احتلال فيما يتعلق بالأراضي الفلسطينية، وإذا كانت كذلك، فإلى أي مدى، وما إذا كانت المستوطنات الإسرائيلية في هذه الأراضي تشكل انتهاكاً لالتزامات إسرائيل بصفتها قوة احتلال وتشكل انتهاكاً خطيراً لاتفاقيات جنيف وما إذا كانت المستوطنات تشكل جرائم حرب. في عام 2015، كان هناك أكثر من 800 ألف إسرائيلي يقيمون خارج خطوط الهدنة لعام 1949، ويشكلون ما يقرب من 13% من سكان إسرائيل اليهود.
|                                           | شبه جزيرة سيناء           | جنوب لبنان          | هضبة الجولان                                               | الضفة الغربية (باستثناء القدس الشرقية)                                                                                      | القدس الشرقية                                               | قطاع غزة |
| ----------------------------------------- | ------------------------- | ------------------- | ---------------------------------------------------------- | --- | ----------------------------------------------------------- | --- |
| فترة الاحتلال                             | 1956–1957، 1967–1982      | 1948–1949،1982–2000 | 1967–الآن                                                  | 1967–الآن | 1967–الآن                                                   | 1956–1957، 1967–2005 2023 – جاري (أجزاء)                                                                                     |
| تم المطالبة بها من قِبل                    | مصر                       | لبنان               | سوريا · لبنان (مزارع شبعا، 2000–الآن)                      | كل فلسطين (1948–1959) الأردن (1948–1988) فلسطين (1988–الآن)                                                                 | كل فلسطين (1948–1959) الأردن (1948–1988) فلسطين (1988–الآن) | كل فلسطين (1948–1959) الجمهورية العربية المتحدة (1959–1971) مصر (1971–1979) فلسطين (1988–الآن)                               |
| تدار حاليا من قبل                         | مصر                       | لبنان               | إسرائيل                                                    | السلطة الفلسطينية (المنطقتين أ و ب) · إسرائيل (المناطق ب و ج)                                                               | إسرائيل                                                     | حماس و إسرائيل |
| تعتبرها إسرائيل جزءًا من أراضيها           | لا                        | لا                  | نعم، كجزء من المنطقة الشمالية، بموجب قانون مرتفعات الجولان | بحكم القانون لا، ولكن بحكم الأمر الواقع يُسمح للإسرائيليين بالعيش في المستوطنات داخل المنطقة ج، كجزء من منطقة يهودا والسامرة | نعم، باعتبارها القدس غير مقسمة بموجب قانون القدس            | لا، لكن إسرائيل احتفظت بالسيطرة على المعابر الحدودية للمنطقة والمياه الإقليمية والمجال الجوي منذ نهاية الاحتلال في عام 2005. |
| كانت في السابق جزءًا من الانتداب البريطاني | لا                        | لا                  | النصف الجنوبي: حتى عام 2023                                | نعم | نعم                                                         | نعم |
| يحتوي على مستوطنات إسرائيلية              | لا; تم إخلاؤه في عام 1982 | لا                  | نعم                                                        | نعم | نعم                                                         | لا; تم إخلاؤه في عام 2005 |

## شبه جزيرة سيناء
استولت إسرائيل على شبه جزيرة سيناء من مصر في حرب الأيام الستة عام 1967. وأنشأت مستوطنات على طول خليج العقبة وفي الجزء الشمالي الشرقي، أسفل قطاع غزة مباشرة. كان لديها خطط لتوسيع مستوطنة ياميت إلى مدينة يبلغ عدد سكانها 200 ألف نسمة، على الرغم من أن عدد سكان ياميت الفعلي لم يتجاوز 3000 نسمة. تمت إعادة شبه جزيرة سيناء إلى مصر على مراحل بدءًا من عام 1979 كجزء من معاهدة السلام بين مصر وإسرائيل. وكما هو مطلوب بموجب المعاهدة، أخلت إسرائيل المنشآت العسكرية والمستوطنات المدنية الإسرائيلية قبل إقامة "علاقات طبيعية وودية" بينها وبين مصر. قامت إسرائيل بتفكيك ثمانية عشر مستوطنة، وقاعدتين جويتين، وقاعدة بحرية، ومنشآت أخرى بحلول عام 1982، بما في ذلك الموارد النفطية الوحيدة الخاضعة للسيطرة الإسرائيلية. إن إخلاء السكان المدنيين الذي جرى في عام 1982 تم بالقوة في بعض الحالات، مثل إخلاء ياميت. تم هدم المستوطنات خشية أن يحاول المستوطنون العودة إلى منازلهم بعد الإخلاء.[بحاجة لمصدر] منذ عام 1982، لم تعد شبه جزيرة سيناء تعتبر أرضاً محتلة.

## جنوب لبنان

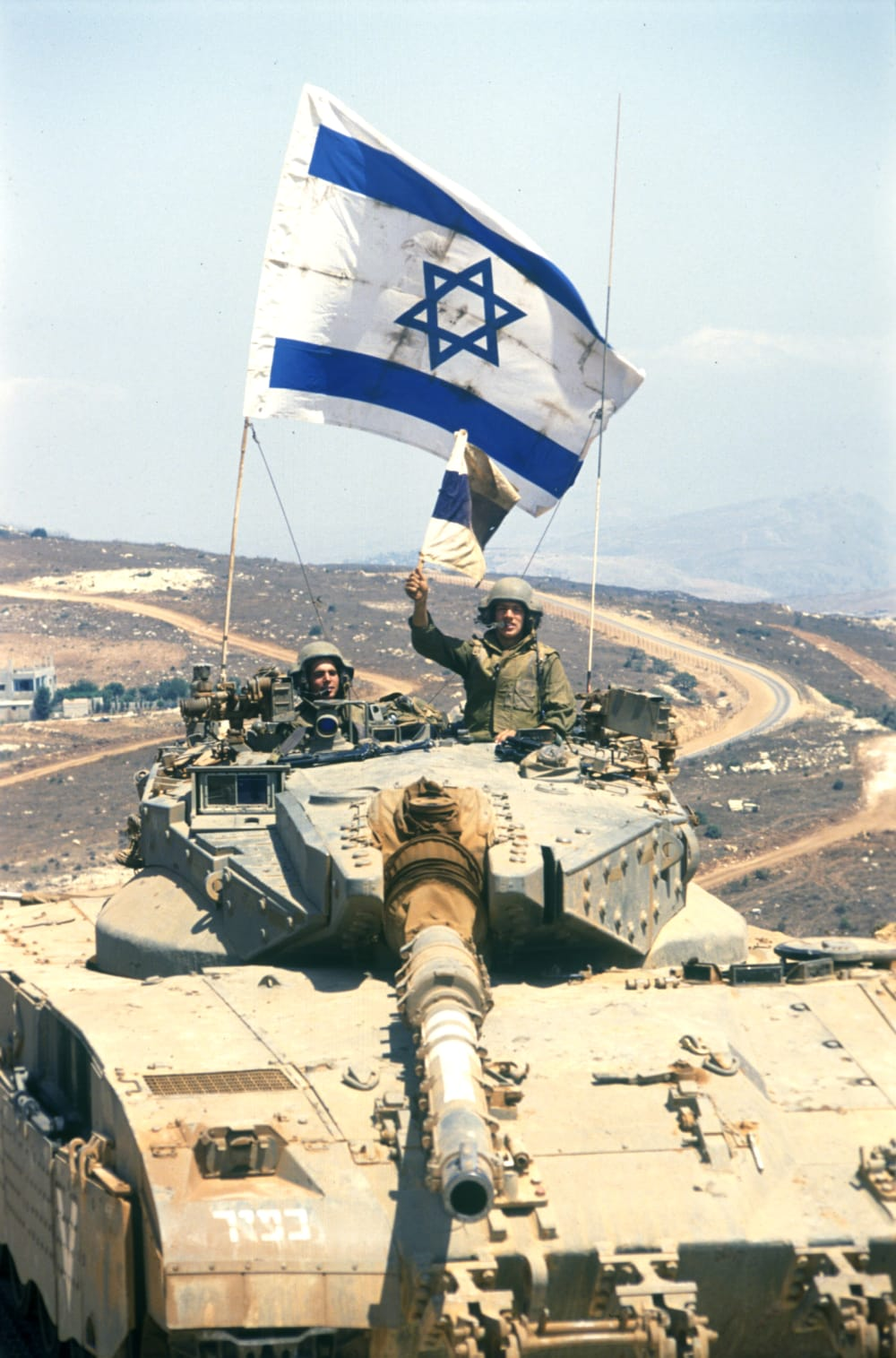
دبابة إسرائيلية في جنوب لبنان في يوليو 1993

احتلت إسرائيل جنوب لبنان بعد أن غزت لبنان خلال حرب لبنان عام 1982 واحتفظت بعد ذلك بقواتها لدعم ميليشيا جيش لبنان الجنوبي المسيحي في جنوب لبنان. في عام 1982، استولت قوات الاحتلال الإسرائيلية وميليشيات جيش لبنان الحر المسيحية المتحالفة معها على أجزاء كبيرة من لبنان، بما في ذلك العاصمة بيروت، وسط الأعمال العدائية في الحرب الأهلية اللبنانية الأوسع. وفي وقت لاحق، انسحبت إسرائيل من أجزاء من المنطقة المحتلة بين عامي 1983 و1985، ولكنها ظلت تسيطر جزئياً على منطقة الحدود المعروفة باسم حزام أمن جنوب لبنان، في البداية بالتنسيق مع دولة لبنان الحر المعلنة ذاتياً، والتي نفذت سلطة محدودة على أجزاء من جنوب لبنان حتى عام 1984، وفي وقت لاحق مع إدارة حزام أمن جنوب لبنان وجيش لبنان الجنوبي (الذي تحول من جيش لبنان الحر)، حتى عام 2000. وكان الهدف المعلن لإسرائيل من الحزام الأمني هو إنشاء مساحة تفصل مدنها الحدودية الشمالية عن الإرهابيين المقيمين في لبنان.
خلال فترة وجودها في الحزام الأمني، سيطرت قوات الاحتلال الإسرائيلية على العديد من المواقع ودعمت جيش لبنان الجنوبي. سيطر جيش لبنان الجنوبي على الحياة اليومية في المنطقة الأمنية، في البداية باعتباره القوة الرسمية لدولة لبنان الحر، ثم كميليشيا متحالفة معه. ويشار إلى أن جيش لبنان الجنوبي كان يسيطر على سجن الخيام. وبالإضافة إلى ذلك، تم نشر قوات الأمم المتحدة وقوات الأمم المتحدة المؤقتة في لبنان (اليونيفيل) على الحزام الأمني (منذ نهاية عملية الليطاني في عام 1978).
كان الشريط عرضه بضعة كيلومترات، ويشكل حوالي 10% من إجمالي أراضي لبنان، التي كان يسكنها حوالي 150 ألف نسمة يعيشون في 67 قرية وبلدة من الشيعة والموارنة والدروز (معظمهم يعيشون في بلدة حاصبيا). وفي المنطقة الوسطى من القطاع كانت تقع بلدة مرجعيون المارونية، التي كانت عاصمة الحزام الأمني. وكان للسكان المتبقين في المنطقة الأمنية اتصالات عديدة مع إسرائيل، وكثير منهم عملوا هناك وتلقوا خدمات مختلفة من إسرائيل.
قبل الانتخابات الإسرائيلية في مايو 1999، وعد رئيس الوزراء الإسرائيلي إيهود باراك بأنه خلال عام سوف تنسحب كل القوات الإسرائيلية من لبنان. وعندما فشلت جهود التفاوض بين إسرائيل وسوريا ــ وكان هدف المفاوضات التوصل إلى اتفاق سلام بين إسرائيل ولبنان أيضاً، بسبب الاحتلال السوري للبنان حتى عام 2005 ــ قاد باراك انسحاب جيش الاحتلال الإسرائيلي إلى الحدود الإسرائيلية في 24 مايو/أيار 2000. ولم يسقط قتلى أو جرحى من الجنود خلال إعادة انتشارهم إلى الحدود المعترف بها دوليا عبر الخط الأزرق.
احتلت إسرائيل أجزاء من لبنان مرة أخرى خلال حرب لبنان عام 2006 حتى الأول من أكتوبر 2006، ومنذ ذلك الحين بدأت احتلالًا مستمرًا لأجزاء من جنوب لبنان خلال الغزو الإسرائيلي للبنان عام 2024.

## هضبة الجولان

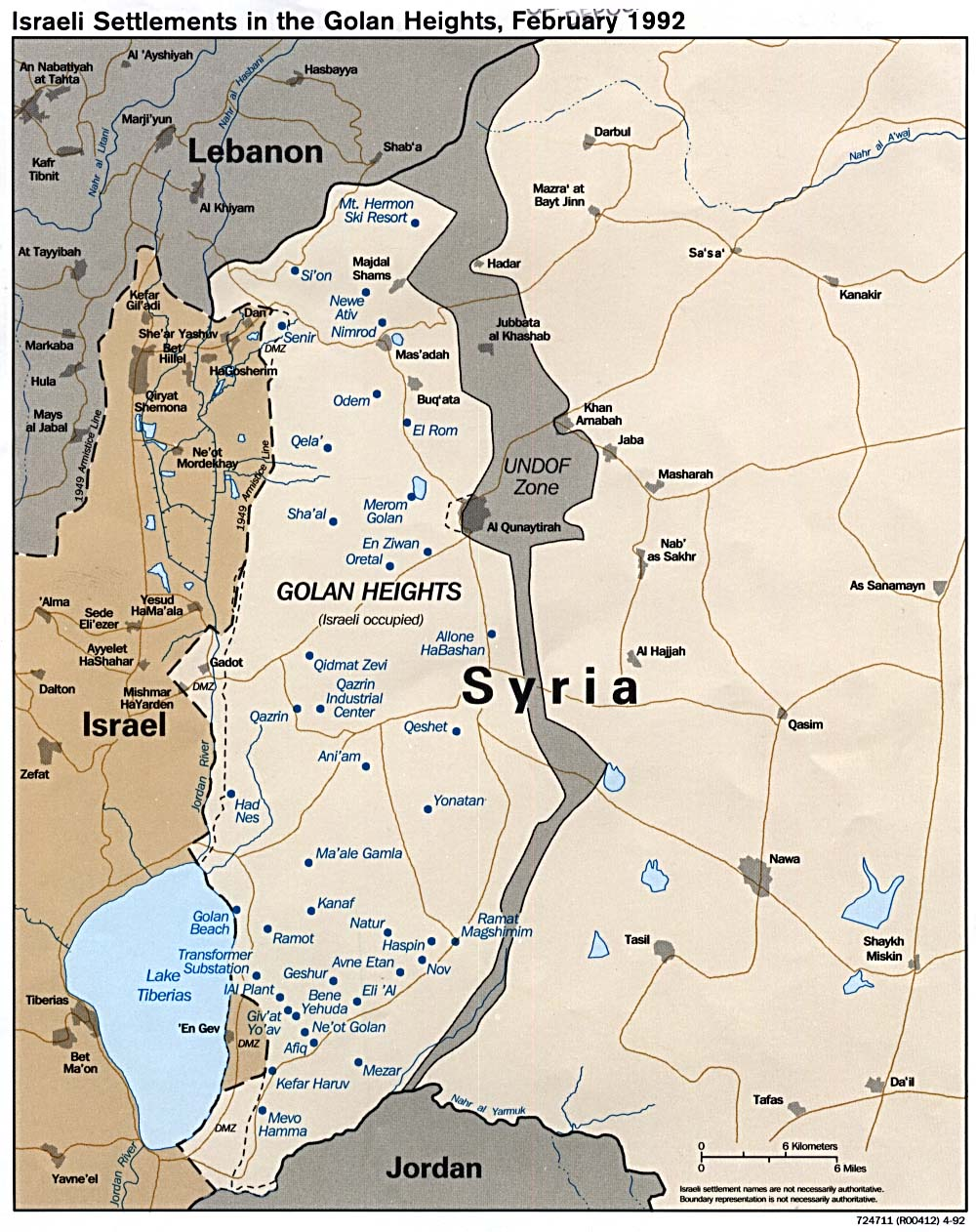
خريطة مرتفعات الجولان منذ عام 1974

استولت إسرائيل على مرتفعات الجولان من سوريا في حرب الأيام الستة عام 1967. تم توقيع اتفاق وقف إطلاق النار في 11 يونيو 1967 وأصبحت مرتفعات الجولان تحت الإدارة العسكرية الإسرائيلية. رفضت سوريا قرار مجلس الأمن رقم 242 الصادر في 22 نوفمبر/تشرين الثاني 1967 والذي دعا إلى إعادة الأراضي التي احتلتها إسرائيل مقابل علاقات سلمية. وقد وافقت إسرائيل على القرار رقم 242 في خطاب أمام مجلس الأمن في الأول من مايو/أيار 1968. وفي مارس/آذار 1972، قبلت سوريا "بشروط" القرار 242،[بحاجة لمصدر] وفي مايو 1974، تم توقيع اتفاقية فك الاشتباك بين إسرائيل وسوريا.
وفي حرب يوم الغفران عام 1973، حاولت سوريا استعادة مرتفعات الجولان عسكريا، لكن محاولتها باءت بالفشل. وقعت إسرائيل وسوريا اتفاق وقف إطلاق النار في عام 1974 والذي ترك كل المرتفعات تقريبا تحت السيطرة الإسرائيلية، في حين أعاد منطقة ضيقة منزوعة السلاح إلى السيطرة السورية. تم إنشاء قوة مراقبة تابعة للأمم المتحدة في عام 1974 لتكون بمثابة منطقة عازلة بين الجانبين. وبقبول سوريا الرسمي لقرار مجلس الأمن التابع للأمم المتحدة رقم 338، الذي نص على وقف إطلاق النار في نهاية حرب يوم الغفران، قبلت سوريا أيضًا القرار رقم 242.
في 14 كانون الأول/ديسمبر 1981، أقرت إسرائيل قانون مرتفعات الجولان، الذي يقضي بتوسيع الإدارة والقانون الإسرائيليين إلى المنطقة. وتجنبت إسرائيل صراحة استخدام مصطلح " الضم " لوصف تغيير الوضع. ومع ذلك، رفض مجلس الأمن التابع للأمم المتحدة الضم الفعلي في قراره رقم 497، الذي أعلنه "باطلاً ولاغياً ولا أثر قانونياً دولياً له"، وبالتالي استمر في اعتبار مرتفعات الجولان أرضاً محتلة من قبل إسرائيل. وتعرض هذا الإجراء لانتقادات من دول أخرى، إما لأنه غير قانوني أو لأنه لا يساعد على تعزيز عملية السلام في الشرق الأوسط.[بحاجة لمصدر]
وتريد سوريا استعادة مرتفعات الجولان، في حين حافظت إسرائيل على سياسة " الأرض مقابل السلام " استناداً إلى القرار 242. وقد عقدت أولى المحادثات العامة رفيعة المستوى بهدف التوصل إلى حل للصراع السوري الإسرائيلي في مؤتمر مدريد المتعدد الأطراف عام 1991 وما بعده. خلال تسعينيات القرن العشرين، تفاوضت عدة حكومات إسرائيلية مع الرئيس السوري حافظ الأسد. ورغم تحقيق تقدم جدي، إلا أن هذه المساعي لم تكن ناجحة.
في عام 2004، كان هناك 34 مستوطنة في مرتفعات الجولان، يسكنها حوالي 18 ألف نسمة. الناس. ويقدر عدد المستوطنين الإسرائيليين والسوريين المقيمين في المنطقة اليوم بنحو 20 ألفًا و20 ألفًا. يحق لجميع السكان الحصول على الجنسية الإسرائيلية، مما يمنحهم الحق في الحصول على رخصة قيادة إسرائيلية وتمكينهم من السفر بحرية في إسرائيل.[بحاجة لمصدر] السكان غير اليهود، وهم في الغالب من الدروز، رفضوا جميعًا تقريبًا الحصول على الجنسية الإسرائيلية.
وفي مرتفعات الجولان توجد منطقة أخرى محتلة من قبل إسرائيل، وهي مزارع شبعا. وتزعم سوريا ولبنان أن المزارع تابعة للبنان، وفي عام 2007 توصل أحد رسامي الخرائط التابعين للأمم المتحدة إلى استنتاج مفاده أن مزارع شبعا تنتمي بالفعل إلى لبنان (على عكس الاعتقاد الذي تتبناه إسرائيل). وقالت الأمم المتحدة بعد ذلك إن على إسرائيل أن تتخلى عن السيطرة على هذه المنطقة.

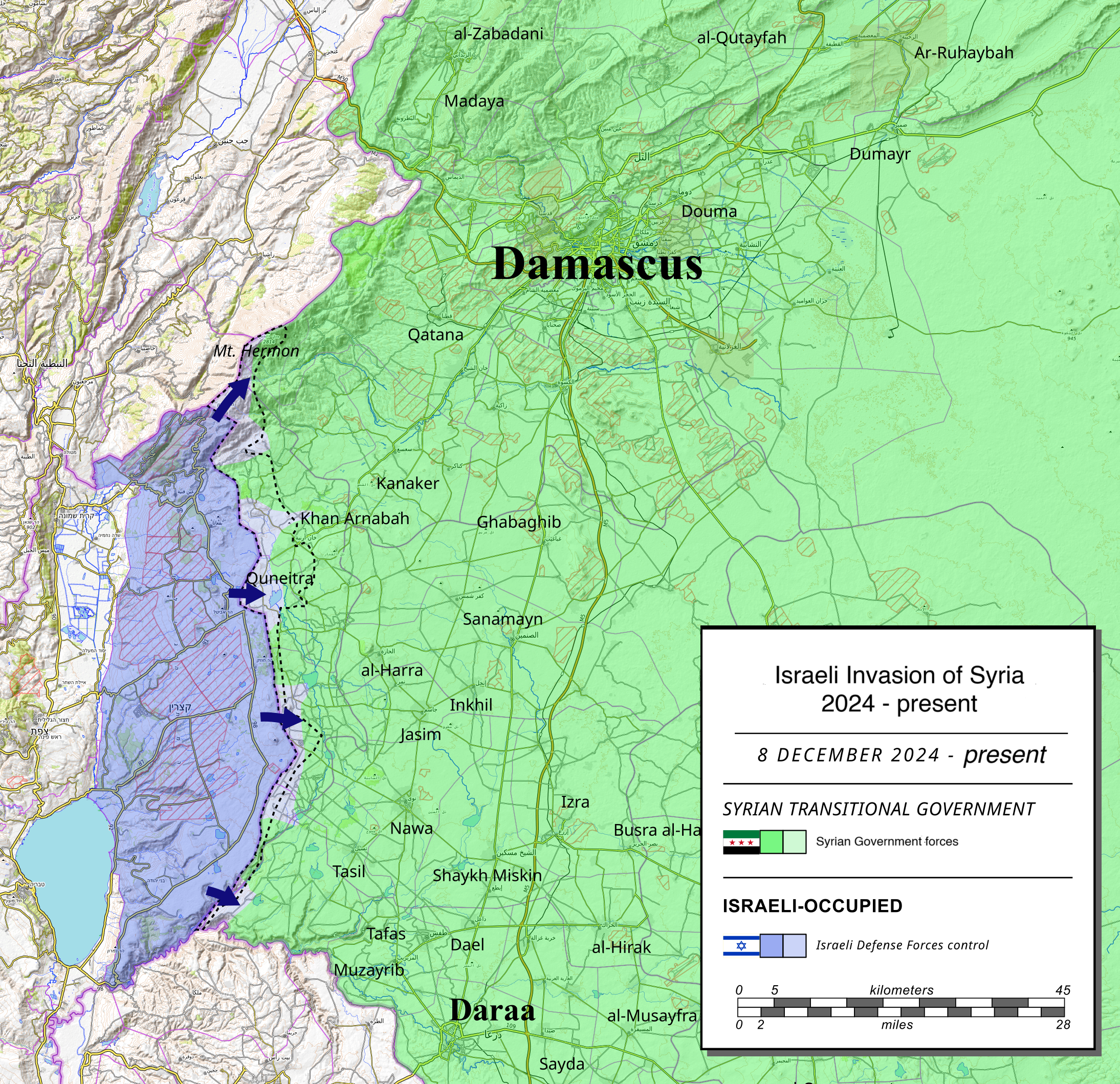
مرتفعات الجولان المحتلة من قبل إسرائيل والغزو الإسرائيلي لسوريا في 2024–2025

خلال غزو سوريا بعد سقوط نظام الأسد في ديسمبر/كانون الأول 2024، سيطرت إسرائيل على المنطقة العازلة التابعة لقوة الأمم المتحدة لمراقبة فض الاشتباك (UNDOF)، وهي الخطوة التي انتهكت اتفاقية فض الاشتباك لعام 1974 مع سوريا.
في 23 فبراير 2025، طالب رئيس الوزراء الإسرائيلي بنيامين نتنياهو بنزع السلاح الكامل في جنوب سوريا في محافظات القنيطرة ودرعا والسويداء، وانسحاب القوات السورية من الأراضي السورية جنوب دمشق. وقال وزير الدفاع الإسرائيلي إسرائيل كاتس إن القوات الإسرائيلية ستبقى في جنوب سوريا "لفترة غير محددة من الزمن لحماية مجتمعاتنا وإحباط أي تهديد".
في 25 فبراير 2025، أدانت سوريا احتلال إسرائيل للأراضي السورية وطالبت بانسحاب إسرائيل.

## الأراضي الفلسطينية

### الخلفية
كانت كلتا المنطقتين جزءًا من فلسطين الانتدابية، وكلاهما يتألف سكانهما في المقام الأول من العرب الفلسطينيين، بما في ذلك أعداد كبيرة من اللاجئين الذين فروا أو طردوا من إسرائيل والأراضي التي تسيطر عليها إسرائيل بعد الحرب العربية الإسرائيلية عام 1948. ويشكل الفلسطينيون اليوم ما يقرب من نصف سكان الأردن.
احتلت الأردن الضفة الغربية، بما في ذلك القدس الشرقية، من عام 1948 إلى عام 1967، وضمتها في عام 1950، ومنحت الجنسية الأردنية لسكانها في عام 1954 (تم إلغاء مطالبات الضم ومنح الجنسية في عام 1988 عندما اعترف الأردن بمنظمة التحرير الفلسطينية كممثل وحيد للشعب الفلسطيني). لقد أدارت مصر قطاع غزة من عام 1948 إلى عام 1967 ولكنها لم تضمه إليها أو تجعل سكان غزة مواطنين مصريين. حتى عام 1959، كانت جزءًا قانونيًا من محمية فلسطين، وهي دولة تابعة لمصر. ثم تم إدارتها كجزء من الجمهورية العربية المتحدة.

### الضفة الغربية

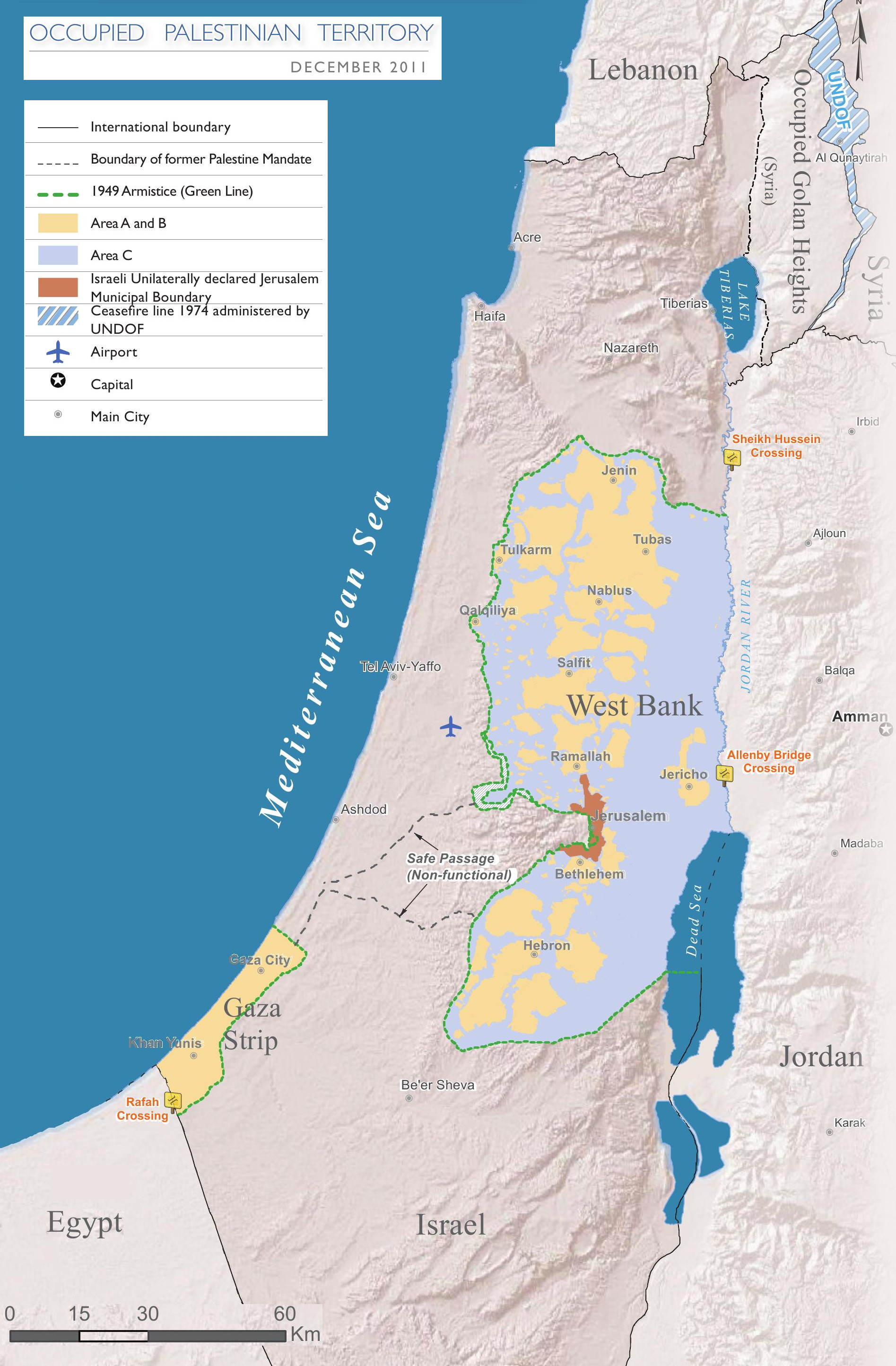
المنطقة ج (الزرقاء)، الجزء من الضفة الغربية الخاضع للسيطرة الإسرائيلية الكاملة، في عام 2011

تم تخصيص الضفة الغربية للدولة العربية بموجب خطة التقسيم التي وضعتها الأمم المتحدة عام 1947، ولكن الضفة الغربية احتلت من قبل الأردن بعد حرب عام 1948. في إبريل/نيسان 1950، ضمت الأردن الضفة الغربية، ولكن لم تعترف بذلك سوى المملكة المتحدة وباكستان. (انظر اتفاقيات الهدنة لعام 1949، الخط الأخضر)
في عام 1967، أصبحت الضفة الغربية تحت الإدارة العسكرية الإسرائيلية. واحتفظت إسرائيل بنظام الحكم المختار الذي ورثته من الأردن، وبدأت الحكومات اللاحقة في تطوير البنية الأساسية في القرى العربية الخاضعة لسيطرتها. (انظر الفلسطينيون والقانون الإسرائيلي، القضايا القانونية الدولية للصراع، الاقتصاد الفلسطيني). ونتيجة لقانون "الجيب "، يتم تطبيق أجزاء كبيرة من القانون المدني الإسرائيلي على المستوطنات الإسرائيلية والمقيمين الإسرائيليين في الأراضي المحتلة.
منذ رسائل الاعتراف المتبادلة بين إسرائيل ومنظمة التحرير الفلسطينية في عام 1993، أصبحت معظم السكان والمدن الفلسطينية تحت سلطة السلطة الفلسطينية، وتحت السيطرة العسكرية الإسرائيلية الجزئية فقط، على الرغم من أن إسرائيل أعادت نشر قواتها بشكل متكرر وأعادت الإدارة العسكرية الكاملة في أجزاء مختلفة من المنطقتين. في 31 يوليو 1988، تنازلت الأردن عن مطالباتها بالضفة الغربية لمنظمة التحرير الفلسطينية.
في عام 2000، بدأت الحكومة الإسرائيلية في بناء الجدار الإسرائيلي في الضفة الغربية، داخل الضفة الغربية، والذي يفصل إسرائيل والعديد من مستوطناتها، فضلاً عن عدد كبير من الفلسطينيين، عن بقية الضفة الغربية. وافقت حكومة دولة إسرائيل على مسار بناء الجدار الفاصل الذي يبلغ طوله الإجمالي حوالي 760 كـم (472 ميل) تم بناؤها بشكل رئيسي في الضفة الغربية وجزئيًا على طول خط الهدنة لعام 1949، أو "الخط الأخضر" بين إسرائيل والضفة الغربية الفلسطينية. 12% من مساحة الضفة الغربية تقع على الجانب الإسرائيلي من الجدار.
وفي عام 2004، أصدرت محكمة العدل الدولية رأيًا استشاريًا يفيد بأن الجدار ينتهك القانون الدولي. وزعمت أن "إسرائيل لا تستطيع الاعتماد على حق الدفاع عن النفس أو على حالة الضرورة لمنع عدم مشروعية بناء الجدار". ومع ذلك، استمدت الحكومة الإسرائيلية مبررها لبناء هذا الجدار من تصريح رئيس الوزراء إيهود باراك بأنه "ضروري للأمة الفلسطينية من أجل تعزيز هويتها الوطنية واستقلالها دون الاعتماد على دولة إسرائيل". قالت المحكمة العليا الإسرائيلية، المنعقدة كمحكمة العدل العليا، إن إسرائيل تحتل مناطق يهودا والسامرة احتلالا حربيا منذ عام 1967. وقضت المحكمة أيضًا بأن الأحكام المعيارية للقانون الدولي العام فيما يتعلق بالاحتلال الحربي تنطبق. وقد تم الاستشهاد باللوائح المتعلقة بقوانين وأعراف الحرب البرية، لاهاي لعام 1907 واتفاقية جنيف الرابعة المتعلقة بحماية الأشخاص المدنيين في وقت الحرب لعام 1949.

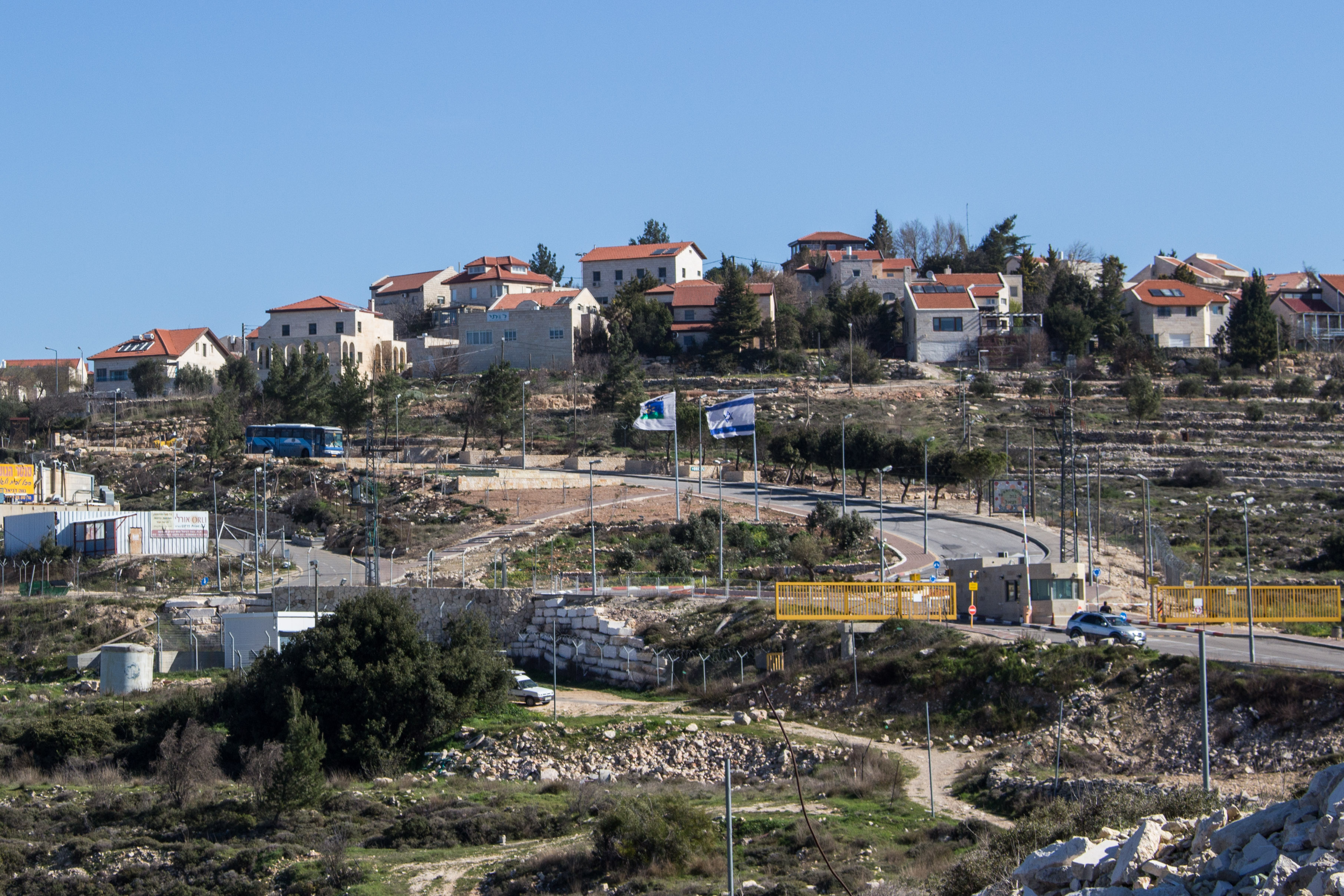
مستوطنة نيفيه دانيال الإسرائيلية في الضفة الغربية

يعيش حوالي 500 ألف مستوطن إسرائيلي في الضفة الغربية ويعيش 200 ألف آخرين في القدس الشرقية. ويخلف الجدار العديد من الآثار على الفلسطينيين بما في ذلك الحد من الحريات، وإغلاق الطرق، وفقدان الأراضي، وزيادة صعوبة الوصول إلى الخدمات الطبية والتعليمية في إسرائيل، وتقييد الوصول إلى مصادر المياه، والآثار الاقتصادية. وفيما يتعلق بانتهاك حرية الفلسطينيين، ذكرت الأمم المتحدة في تقريرها لعام 2005 ما يلي:[47]... ومن الصعب المبالغة في تقدير التأثير الإنساني للجدار. يؤدي المسار داخل الضفة الغربية إلى قطع المجتمعات، وتعطيل وصول الناس إلى الخدمات وسبل العيش والمرافق الدينية والثقافية. بالإضافة إلى ذلك، فإن الخطط الخاصة بالمسار الدقيق للحاجز ونقاط العبور من خلاله لا يتم الكشف عنها بالكامل في كثير من الأحيان إلا قبل أيام من بدء البناء. وقد أدى هذا إلى قلق كبير بين الفلسطينيين بشأن كيفية تأثير ذلك على حياتهم المستقبلية... تشكل الأراضي الواقعة بين الجدار والخط الأخضر بعضًا من أكثر الأراضي خصوبة في الضفة الغربية. وهي حاليًا موطن لـ 49400 فلسطيني من الضفة الغربية يعيشون في 38 قرية وبلدة.
في 6 فبراير 2017، أقر الكنيست قانون التنظيم المثير للجدل، والذي يهدف إلى إضفاء الشرعية بأثر رجعي على ما بين 2000 إلى 4000 مستوطنة إسرائيلية في المنطقة ج. في 9 يونيو 2020، ألغت المحكمة العليا الإسرائيلية القانون باعتباره "ينتهك حقوق الملكية للسكان الفلسطينيين".
في فبراير 2023، وافقت الحكومة الإسرائيلية الجديدة برئاسة بنيامين نتنياهو على إضفاء الشرعية على تسعة بؤر استيطانية غير قانونية في الضفة الغربية. تولى وزير المالية بتسلئيل سموتريتش مسؤولية معظم الإدارة المدنية، وحصل على سلطة واسعة بشأن القضايا المدنية في الضفة الغربية. في يونيو/حزيران 2023، اختصرت إسرائيل إجراءات الموافقة على بناء المستوطنات ومنحت وزير المالية سموتريتش سلطة الموافقة على إحدى المراحل، الأمر الذي أدى إلى تغيير النظام الذي كان يعمل به منذ 27 عاماً. وفي الأشهر الستة الأولى من العام الجاري، تم بناء 13 ألف وحدة سكنية في المستوطنات، وهو ما يقرب من ثلاثة أمثال العدد الذي تم بناؤه في عام 2022 بأكمله.

### القدس الشرقية

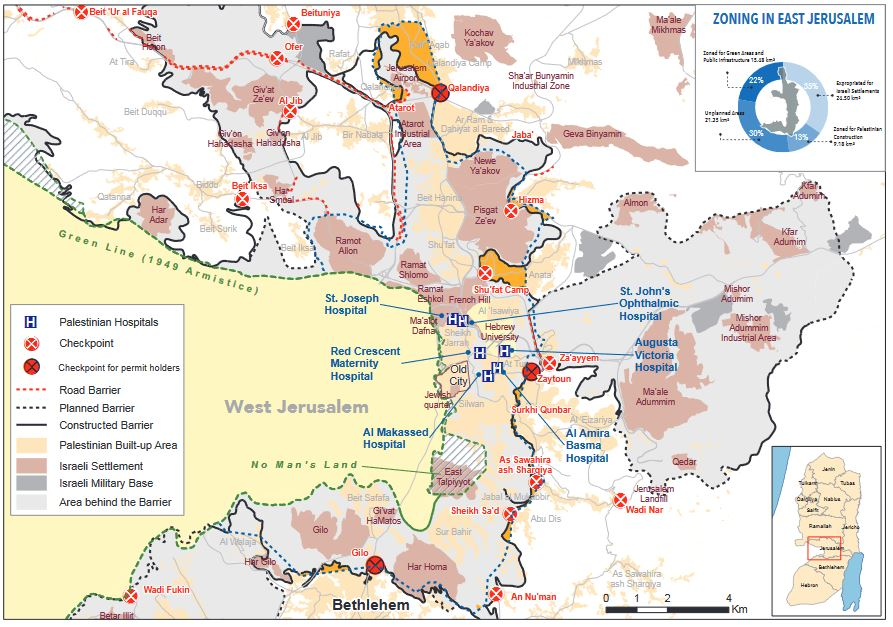
تقسيم المناطق في القدس الشرقية

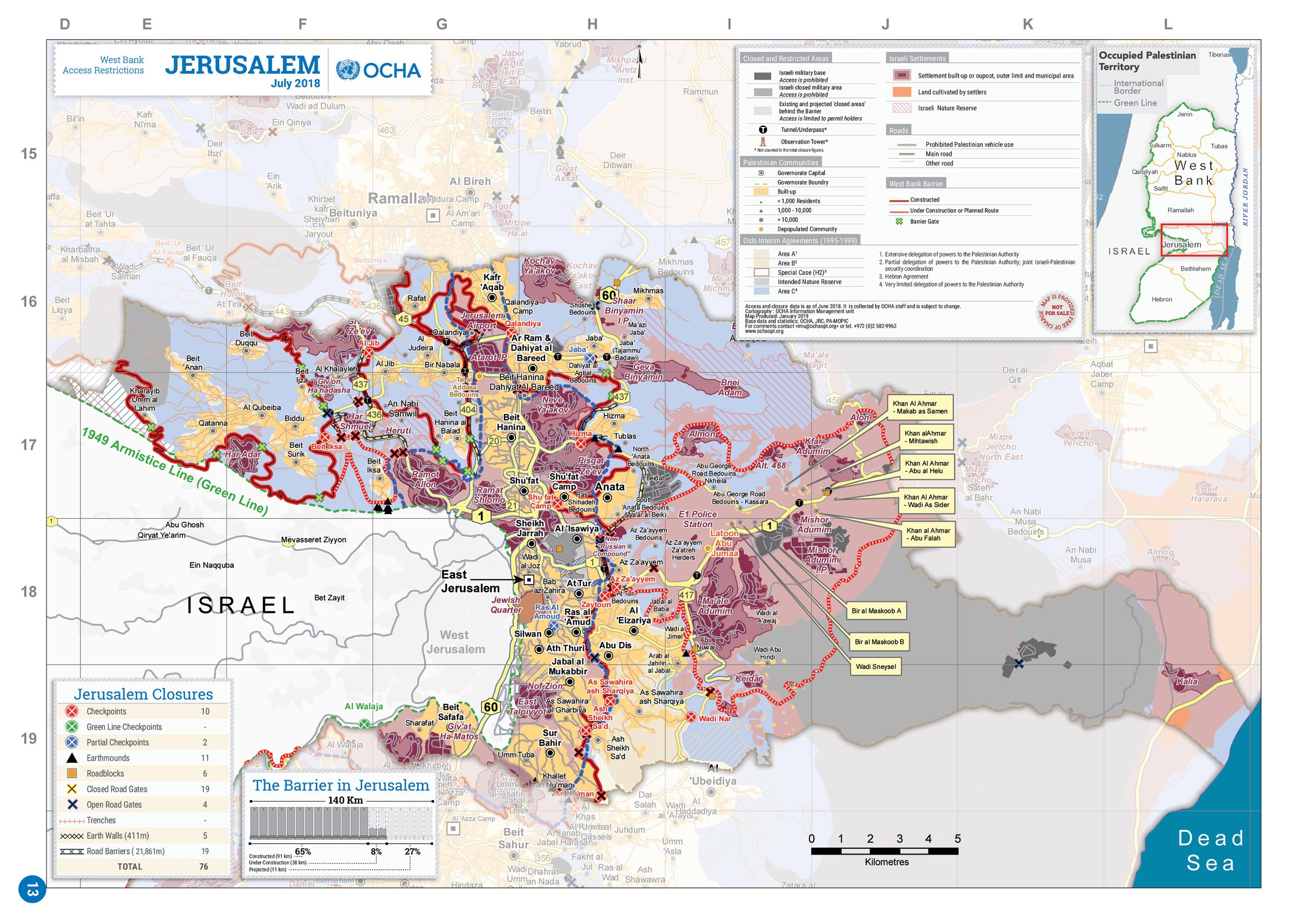
خريطة الأمم المتحدة للمنطقة لعام 2018، توضح ترتيبات الاحتلال الإسرائيلي.

وقد أثارت القدس قضايا إضافية فيما يتصل بمسألة ما إذا كانت أرضاً محتلة أم لا. كانت خطة التقسيم التي وضعتها الأمم المتحدة عام 1947 قد تضمنت أن تكون القدس بأكملها مدينة دولية ضمن منطقة دولية تشمل بيت لحم لمدة عشر سنوات على الأقل، وبعدها يُسمح للسكان بإجراء استفتاء ويمكن إعادة النظر في القضية من قبل مجلس الوصاية.
ومع ذلك، بعد حرب عام 1948 العربية الإسرائيلية، استولت الأردن على القدس الشرقية والمدينة القديمة، واستولت إسرائيل على الجزء الغربي من القدس وضمته.[بحاجة لمصدر]. وقد ضمت الأردن القدس الشرقية بشكل ثنائي مع بقية الضفة الغربية في عام 1950 باعتبارها وصية مؤقتة بناء على طلب وفد فلسطيني، وعلى الرغم من أن الضم لم يعترف به سوى دولتين، إلا أن مجلس الأمن لم يدنه. ولم يعترف البريطانيون بالمنطقة باعتبارها تابعة للأردن. استولت إسرائيل على القدس الشرقية من الأردن في حرب الأيام الستة عام 1967. في 27 يونيو/حزيران، وسعت إسرائيل قوانينها وولايتها القضائية وإدارتها لتشمل القدس الشرقية والعديد من البلدات والقرى المجاورة، ودمجت المنطقة ضمن بلدية القدس. في عام 1980، أقر الكنيست قانون القدس، والذي تم إعلانه قانونًا أساسيًا، والذي أعلن أن القدس هي العاصمة "الكاملة والموحدة" لإسرائيل. ومع ذلك، أعلن قرار مجلس الأمن التابع للأمم المتحدة رقم 478 أن هذا الإجراء "باطل ولاغٍ"، وأنه "يجب إلغاؤه فوراً". ولا يعترف المجتمع الدولي بالسيادة الإسرائيلية على القدس الشرقية ويعتبرها أرضاً محتلة.
كما دعا قرار مجلس الأمن رقم 478 الدول التي لديها بعثات دبلوماسية لدى إسرائيل في القدس إلى نقلها خارج المدينة. وقد امتثلت معظم الدول التي لديها سفارات في القدس، ونقلت سفاراتها إلى تل أبيب أو مدن إسرائيلية أخرى قبل اعتماد القرار 478. وبعد انسحاب كوستاريكا والسلفادور في أغسطس/آب 2006، لم تحتفظ أي دولة بسفارتها في القدس حتى عام 2018، على الرغم من أن بوليفيا وباراغواي كانتا تحتفظان بسفارتيهما في ميفاسيريت صهيون القريبة. أقرّ الكونجرس الأمريكي قانون سفارة القدس عام 1995، الذي نصّ على "وجوب الاعتراف بالقدس عاصمةً لدولة إسرائيل؛ وإقامة سفارة الولايات المتحدة في إسرائيل في القدس في موعد أقصاه 31 مايو 1999". ونتيجةً لقانون السفارة، تُشير الوثائق الرسمية الأمريكية ومواقع الإنترنت إلى القدس كعاصمة لإسرائيل. حتى مايو/أيار 2018، لم يتم تنفيذ القانون مطلقًا، لأن الرؤساء الأميركيين المتعاقبين كلينتون وبوش وأوباما مارسوا الإعفاء الرئاسي من القانون، مشيرين إلى مصالح الأمن القومي. في 14 مايو 2018، افتتحت الولايات المتحدة سفارتها في القدس.
أصبح سكان القدس الشرقية مندمجين بشكل متزايد في المجتمع الإسرائيلي، من حيث التعليم والمواطنة والخدمة الوطنية وفي جوانب أخرى. تشير الدراسات الاستقصائية الأخيرة إلى أنه إذا أتيحت الفرصة أمام معظم الفلسطينيين في القدس الشرقية لمعارضة هذا الاقتراح إذا ما أتيحت لهم فرصة نقل القدس الشرقية اليوم من الحكم الإسرائيلي إلى السلطة الوطنية الفلسطينية. وبحسب الخبير في شؤون الشرق الأوسط ديفيد بولوك، فإنه في حال التوصل إلى اتفاق نهائي بين إسرائيل والفلسطينيين بإقامة حل الدولتين، فإن 48% من العرب في القدس الشرقية يفضلون أن يكونوا مواطنين في إسرائيل، في حين يفضل 42% منهم دولة فلسطين. 9% يفضلون الجنسية الأردنية.
في مايو/أيار 2021، اندلعت اشتباكات بين الفلسطينيين والشرطة الإسرائيلية بسبب عمليات الإخلاء المتوقعة للفلسطينيين في حي الشيخ جراح بالقدس الشرقية.

### قطاع غزة

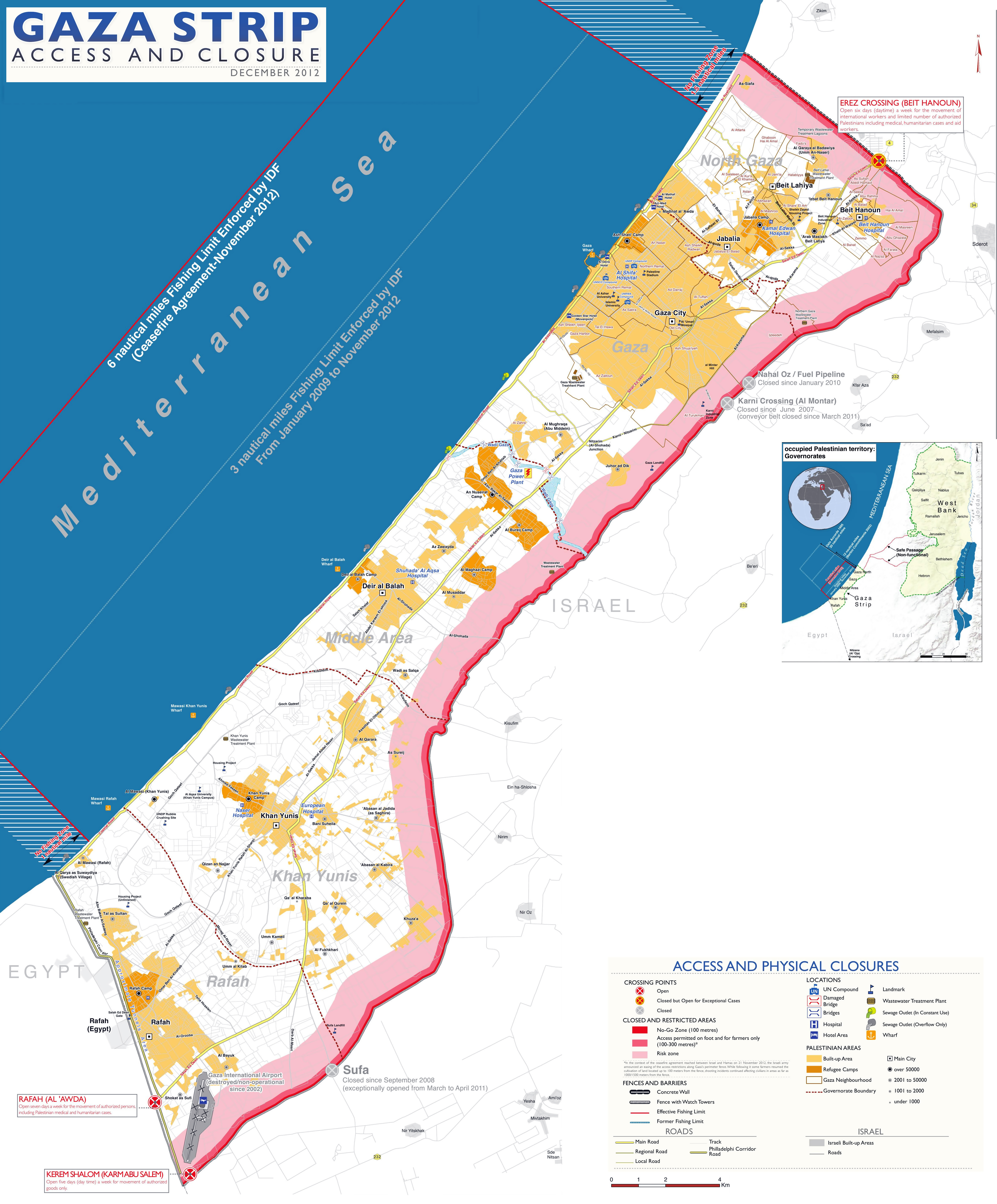
خريطة قطاع غزة

لقد تم تخصيص قطاع غزة للدولة العربية التي تصورها قرار التقسيم الذي أصدرته الأمم المتحدة عام 1947، ولكن لم يتم تشكيل دولة عربية نتيجة لقرار التقسيم عام 1947. نتيجة لاتفاقيات الهدنة عام 1949، أصبح قطاع غزة محتلاً من قبل مصر.
بين عامي 1948 و1967، كان قطاع غزة تحت الإدارة العسكرية المصرية، وكان رسميًا تحت سلطة حكومة عموم فلسطين حتى عام 1959 عندما تم دمجه في الجمهورية العربية المتحدة، ليصبح بحكم الأمر الواقع تحت الحكم العسكري المصري المباشر.
بين عامي 1967 و1993، كان قطاع غزة تحت الإدارة العسكرية الإسرائيلية. في مارس 1979، تخلت مصر عن جميع مطالباتها بقطاع غزة في معاهدة السلام بين مصر وإسرائيل.
ومنذ رسائل الاعتراف المتبادلة بين إسرائيل ومنظمة التحرير الفلسطينية في عام 1993، أصبح قطاع غزة تحت سيطرة السلطة الفلسطينية.
وفي يوليو/تموز 2004، أصدرت محكمة العدل الدولية رأياً اعتبرت فيه غزة جزءاً من الأراضي الفلسطينية المحتلة.
وفي فبراير/شباط 2005، صوتت الحكومة الإسرائيلية على تنفيذ خطة الانسحاب من جانب واحد من قطاع غزة. وبدأ تنفيذ الخطة في 15 أغسطس/آب 2005، وتم الانتهاء منها في 12 سبتمبر/أيلول 2005. وبموجب الخطة، تم تفكيك جميع المستوطنات الإسرائيلية في قطاع غزة (وأربع مستوطنات في الضفة الغربية) ومنطقة إيريز الصناعية الإسرائيلية الفلسطينية المشتركة، مع إزالة جميع المستوطنين الإسرائيليين البالغ عددهم 9000 مستوطن (معظمهم في منطقة مستوطنات غوش قطيف في جنوب غرب القطاع) والقواعد العسكرية. وقد قاوم بعض المستوطنين هذا الأمر، فقامت جيش الاحتلال الإسرائيلي الإسرائيلي بإبعادهم بالقوة. وفي 12 سبتمبر/أيلول 2005، أعلنت الحكومة الإسرائيلية رسميا انتهاء الاحتلال العسكري الإسرائيلي لقطاع غزة. ولكي تتجنب إسرائيل الاتهامات بأنها لا تزال تحتل أي جزء من قطاع غزة، انسحبت أيضاً من طريق فيلادلفيا، وهو شريط ضيق مجاور لحدود القطاع مع مصر، بعد موافقة مصر على تأمين جانبها من الحدود. وبموجب اتفاقيات أوسلو كان من المقرر أن يظل طريق فيلادلفيا تحت السيطرة الإسرائيلية لمنع تهريب المواد (مثل الذخيرة) والأشخاص عبر الحدود مع مصر. ومع موافقة مصر على مراقبة جانبها من الحدود، كان من المأمول أن يتحقق هذا الهدف. ومع ذلك، حافظت إسرائيل على سيطرتها على المعابر المؤدية إلى داخل غزة وخارجها. كان معبر رفح بين مصر وغزة يخضع لمراقبة جيش الاحتلال الإسرائيلي عبر كاميرات مراقبة خاصة. وكان لا بد من موافقة الجيش الإسرائيلي على الوثائق الرسمية مثل جوازات السفر وبطاقات الهوية وأوراق التصدير والاستيراد وغيرها الكثير.[بحاجة لمصدر]

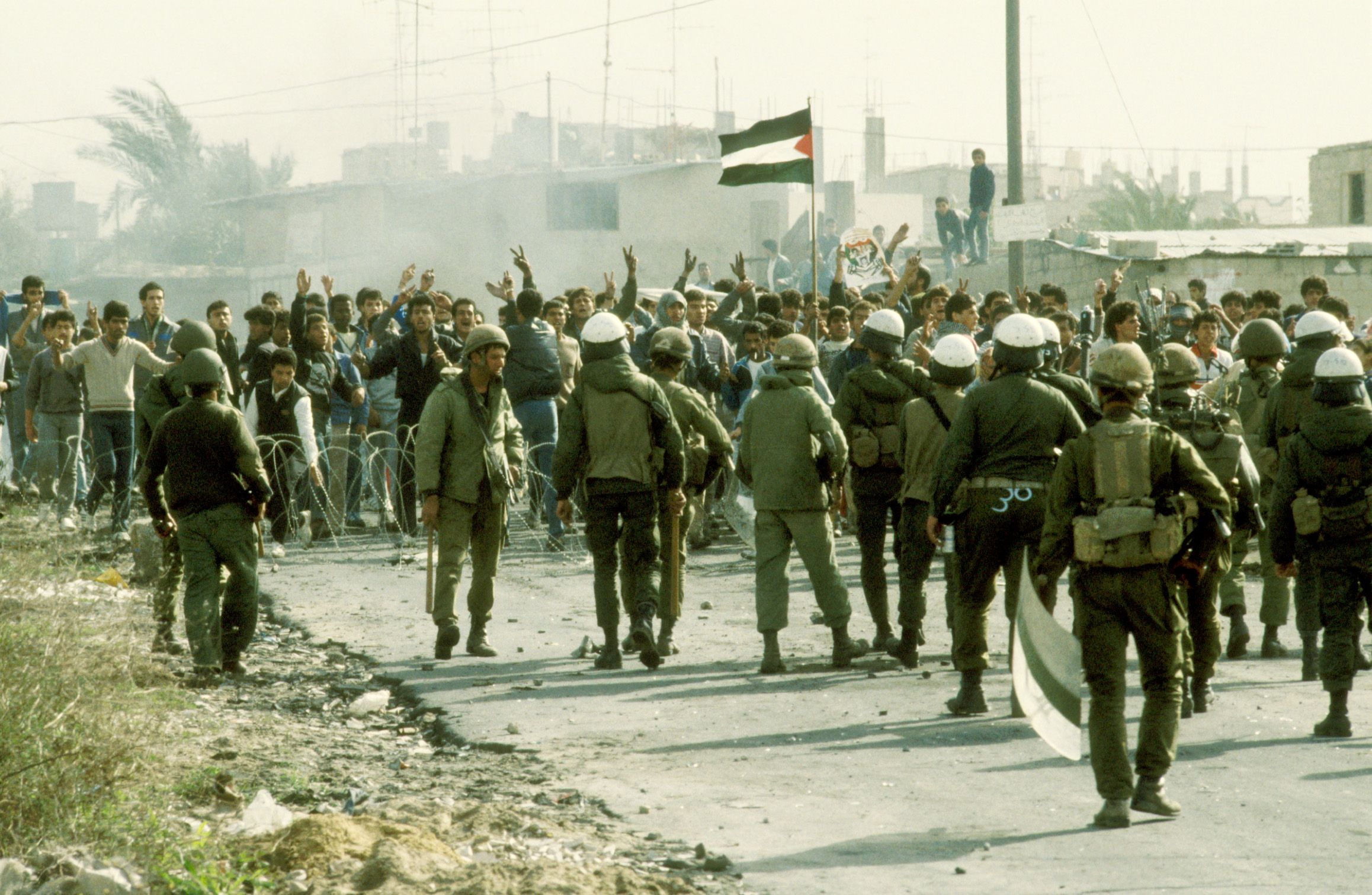
جنود إسرائيليون ومتظاهرون في غزة خلال الانتفاضة الأولى عام 1987

إن الموقف الإسرائيلي هو أنها لم تعد تحتل غزة، حيث لا تمارس إسرائيل سيطرة أو سلطة فعالة على أي أرض أو مؤسسات داخل قطاع غزة. صرحت وزيرة الخارجية الإسرائيلية تسيبي ليفني في يناير/كانون الثاني 2008: "انسحبت إسرائيل من غزة. فككت مستوطناتها هناك. ولم يبقَ فيها أي جندي إسرائيلي بعد فك الارتباط". كما تُشير إسرائيل إلى أن غزة لا تنتمي إلى أي دولة ذات سيادة.
بعد انسحاب إسرائيل مباشرة في عام 2005، صرح رئيس السلطة الفلسطينية محمود عباس بأن "الوضع القانوني للمناطق المقرر إخلاؤها لم يتغير". كما طعنت هيومن رايتس ووتش في أن هذا أنهى الاحتلال. وتستمر الأمم المتحدة ومنظمة هيومن رايتس ووتش والعديد من الهيئات الدولية والمنظمات غير الحكومية الأخرى في اعتبار إسرائيل القوة المحتلة لقطاع غزة حيث تسيطر إسرائيل على المجال الجوي والمياه الإقليمية لقطاع غزة وكذلك حركة الأشخاص أو البضائع داخل أو خارج غزة عن طريق الجو أو البحر.
يحتفظ مكتب الأمم المتحدة لتنسيق الشؤون الإنسانية بمكتب في "الأراضي الفلسطينية المحتلة"، والذي يهتم بقطاع غزة. في بيانه بشأن الصراع بين إسرائيل وغزة في عامي 2008 و2009، كتب ريتشارد فالك، المقرر الخاص للأمم المتحدة المعني بـ "حالة حقوق الإنسان في الأراضي الفلسطينية "، أن القانون الإنساني الدولي ينطبق على إسرائيل "فيما يتعلق بالتزامات القوة المحتلة ومتطلبات قوانين الحرب". في مقابلة عام 2009 على برنامج الديمقراطية الآن، زعم كريستوفر جانيس، المتحدث باسم وكالة الأمم المتحدة لإغاثة وتشغيل اللاجئين الفلسطينيين في الشرق الأدنى (الأونروا)، أن إسرائيل قوة احتلال. ومع ذلك، فإن ميجان بورين، المستشارة البارزة لمشروع إسرائيل، وهي مجموعة إعلامية مؤيدة لإسرائيل، تتعارض مع هذا الوصف.
في عام 2007، وبعد أن هزمت حماس حركة فتح في معركة غزة (2007) وسيطرت على قطاع غزة، فرضت إسرائيل حصاراً على غزة. واستمرت الهجمات الصاروخية الفلسطينية والغارات الإسرائيلية، مثل عملية الشتاء الساخن، حتى عام 2008. تم الاتفاق على وقف إطلاق النار لمدة ستة أشهر في يونيو/حزيران 2008، ولكن تم خرقه عدة مرات من قبل إسرائيل وحماس. ومع انتهاء أجل الهدنة أعلنت حماس أنها غير مستعدة لتجديدها دون تحسين شروطها. في نهاية شهر ديسمبر 2008، بدأت القوات الإسرائيلية عملية الرصاص المصبوب، مما أدى إلى اندلاع حرب غزة التي خلفت ما يقدر بنحو 1166 إلى 1417 فلسطينيًا و13 إسرائيليًا قتيلًا.
في يناير 2012، صرح المتحدث باسم الأمين العام للأمم المتحدة أن الأمم المتحدة لا تزال تعتبر غزة جزءًا من الأراضي الفلسطينية المحتلة بموجب قرارات مجلس الأمن والجمعية العامة.
في 7 أكتوبر 2023، شنت حماس هجومًا كبيرًا على إسرائيل من قطاع غزة. في 9 أكتوبر 2023، وبعد بدء حرب غزة والهجمات التي شنها مسلحو حماس على إسرائيل، فرضت إسرائيل "حصارًا شاملاً" على قطاع غزة. أعلن وزير الدفاع الإسرائيلي يوآف غالانت عن الحصار الكامل على غزة، حيث صرح: "لن يكون هناك كهرباء، ولا طعام، ولا وقود، كل شيء مغلق".

القدس الكبرى، مايو 2006. خريطة الاستشعار عن بعد التي التقطتها وكالة المخابرات المركزية الأميركية والتي تبين القدس الشرقية والخط الأخضر وحدود مدينة القدس التي توسعت من جانب واحد من قبل إسرائيل في 28 يونيو/حزيران 1967، وضمتها الكنيست (30 يوليو/تموز 1980)، ثم تم تعديلها وتوسيعها في فبراير/شباط 1992.

## آراء حول المصطلحات المستخدمة

### الآراء الفلسطينية
أكدت منظمة الحق، وهي منظمة فلسطينية مستقلة لحقوق الإنسان مقرها رام الله في الضفة الغربية وعضو في اللجنة الدولية للحقوقيين، أنه "كما ورد في المادة 27 من اتفاقية فيينا لقانون المعاهدات، لا يجوز لأي طرف أن يتذرع بأحكام قانونه الداخلي لتبرير إخفاقه في تنفيذ معاهدة. وبالتالي، فإن اعتماد إسرائيل على القانون المحلي لا يبرر انتهاكاتها لالتزاماتها القانونية الدولية". وعلاوة على ذلك، زعمت البعثة الفلسطينية لدى الأمم المتحدة أن:
لا يهم ما إذا كانت الدولة تتبنى نهجًا أحاديًا أو ثنائيًا في دمج القانون الدولي في القانون المحلي. إن الموقف القائم على هذه الاعتبارات يتناقض مع المادة 18 من اتفاقية فيينا لقانون المعاهدات لعام 1969، التي تنص على أن "الدولة ملزمة بالامتناع عن الأفعال التي من شأنها أن تُبطل غرض المعاهدة وأغراضها عندما تتخذ إجراءً يُعبر عن موافقتها عليه". وتنص المعاهدة، التي تُعدّ في جوهرها تدوينًا للقانون الدولي العرفي، على أنه "لا يجوز للدولة أن تتذرع بأحكام قانونها الداخلي لتبرير عدم تنفيذها لمعاهدة" (المادة 27).

### الآراء الإسرائيلية
وتؤكد الحكومة الإسرائيلية أن وضع الضفة الغربية وفقاً للقانون الدولي هو وضع أراضٍ متنازع عليها.
إن هذا السؤال مهم بالنظر إلى ما إذا كان وضع "الأراضي المحتلة" له تأثير على الواجبات والحقوق القانونية لإسرائيل تجاه تلك الأراضي. ومن ثم تمت مناقشتها في العديد من المحافل بما في ذلك الأمم المتحدة.
وتبرر إسرائيل سيطرتها على الأراضي الفلسطينية بالاستشهاد بالوجود اليهودي الذي بدأ في العصور التوراتية، والاحتلال الأردني غير الشرعي السابق وبدء حرب عام 1967، والاحتياجات الأمنية بسبب حدودها الصغيرة وجيرانها المعادين. وتقول إسرائيل إن الوضع النهائي للأراضي يجب أن يتقرر من خلال المفاوضات.

#### القرارات القضائية الإسرائيلية
وفي قضيتين تم البت فيهما بعد فترة وجيزة من الاستقلال، في قضيتي شمشون وستامبفر، قضت المحكمة العليا في إسرائيل بأن القواعد الأساسية للقانون الدولي التي تقبلها كل الأمم "المتحضرة" باعتبارها ملزمة قد تم دمجها في النظام القانوني المحلي لإسرائيل. قررت المحكمة العسكرية في نورمبرغ أن المواد الملحقة باتفاقية لاهاي الرابعة لعام 1907 كانت بمثابة قانون عرفي اعترفت به جميع الدول المتحضرة. وفي الماضي، زعمت المحكمة العليا أن اتفاقية جنيف، بقدر ما لا تدعمها التشريعات المحلية، "لا تلزم هذه المحكمة، حيث أن تنفيذها هو من اختصاص الدول الأطراف في الاتفاقية". وقد حكموا بأن "القانون الدولي العرفي لا يصبح جزءاً من القانون الإسرائيلي من خلال دمجه تلقائياً، بل فقط إذا تم اعتماده أو دمجه مع القانون الإسرائيلي من خلال سن تشريعات أولية أو فرعية يستمد منها قوته". ومع ذلك، قضت المحكمة في نفس القرار بأن قواعد اتفاقية لاهاي الرابعة التي تحكم الاحتلال الحربي تنطبق، لأنها معترف بها باعتبارها قانونًا دوليًا عرفيًا.

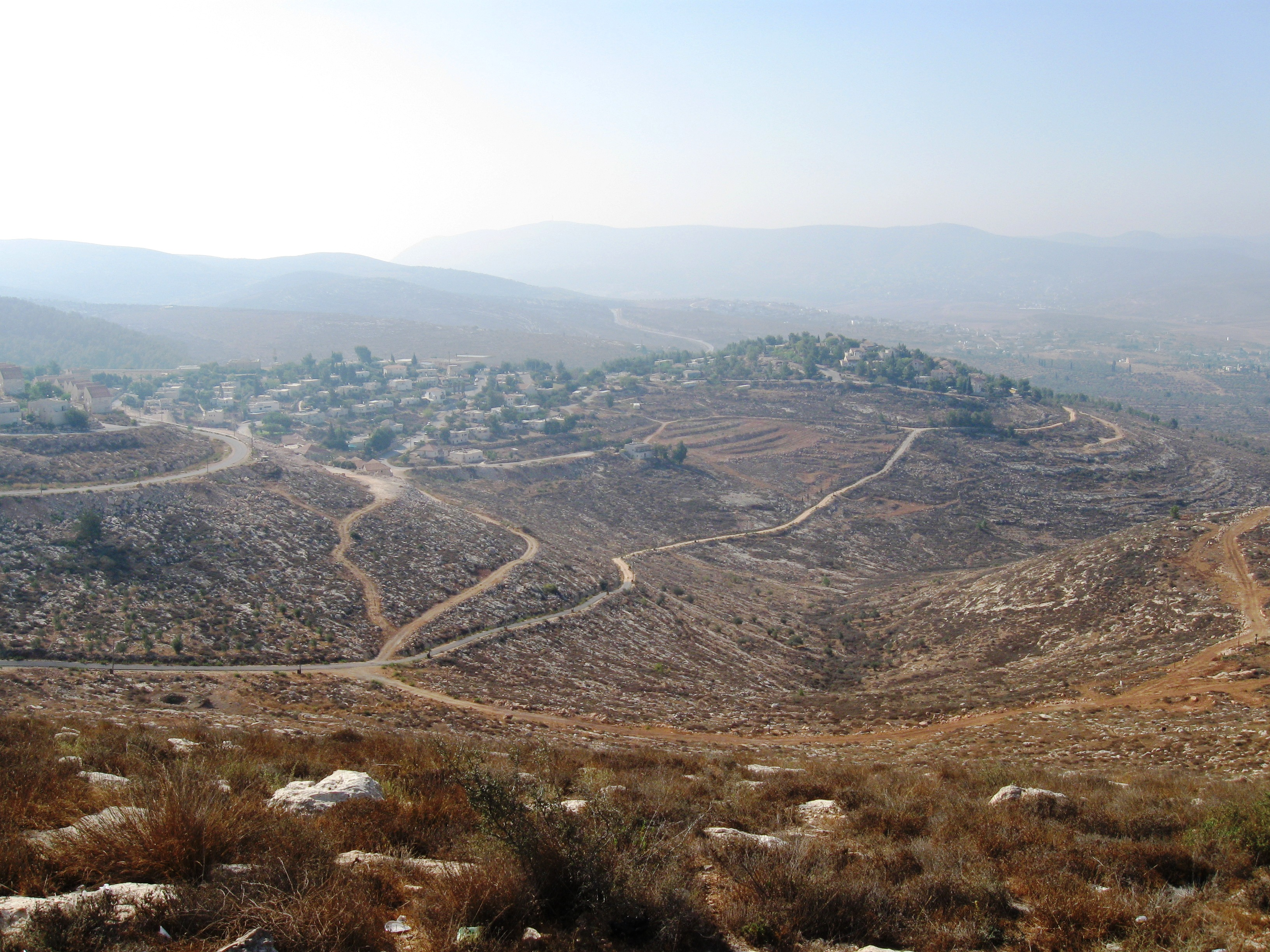
مستوطنة الون موريه، 2008

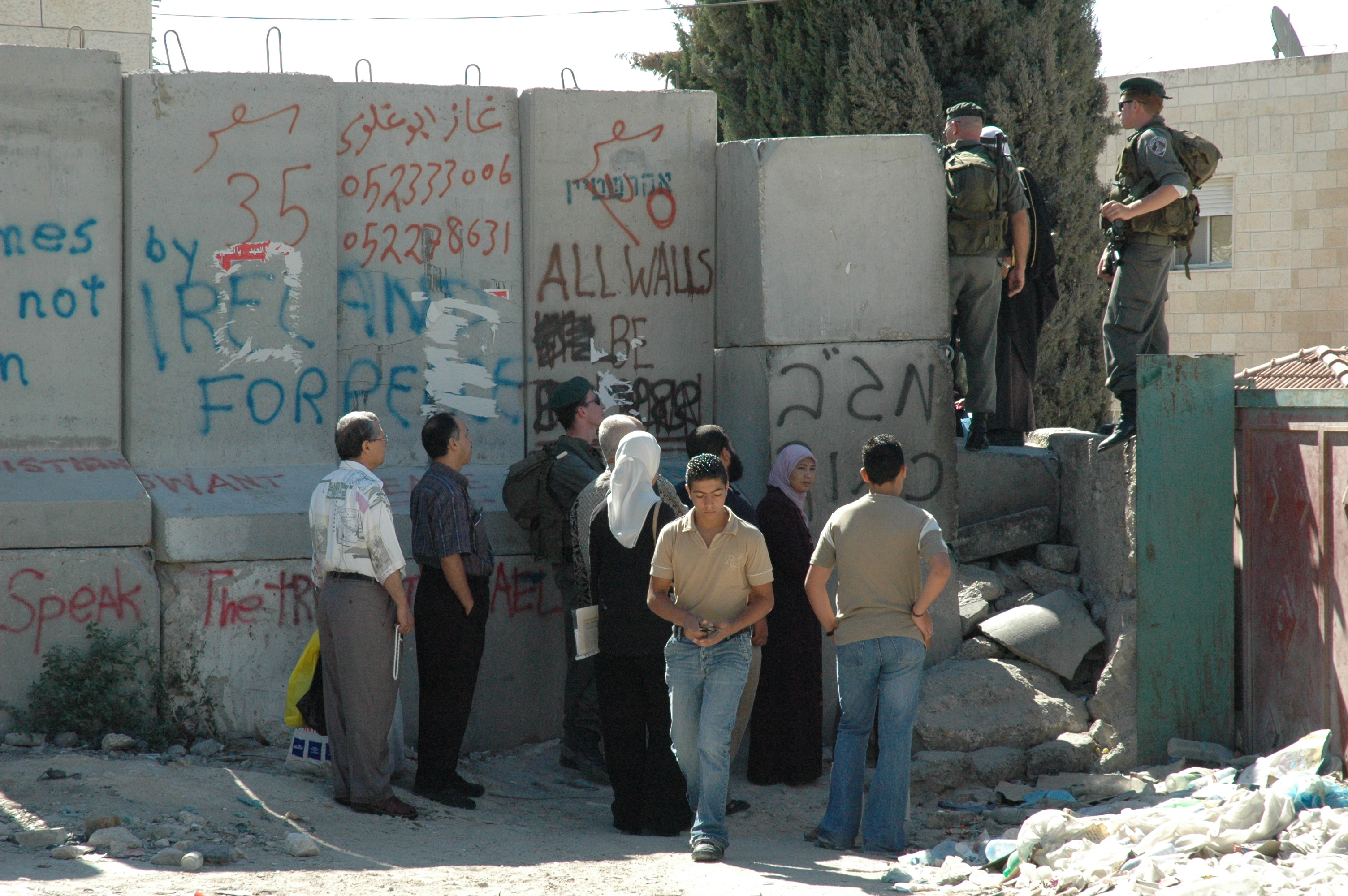
حاجز عسكري على طول مسار الجدار العازل المزمع بناؤه في الضفة الغربية، بالقرب من أبو ديس

وقد قررت المحكمة العليا الإسرائيلية في قضية إيلون موريه عام 1979 أن المنطقة المعنية كانت تحت الاحتلال، وبالتالي فإن القائد العسكري للمنطقة وحده هو الذي يحق له الاستيلاء على الأرض وفقاً للمادة 52 من اللوائح الملحقة باتفاقية لاهاي الرابعة. كانت الضرورة العسكرية بمثابة فكرة لاحقة في تخطيط أجزاء من مستوطنة إيلون موريه. ولم يستوف هذا الوضع الضوابط الدقيقة المنصوص عليها في مواد اتفاقية لاهاي، لذا قضت المحكمة بأن أمر الاستيلاء كان غير صالح وغير قانوني. وفي العقود الأخيرة، زعمت حكومة إسرائيل أمام المحكمة العليا الإسرائيلية أن سلطتها في الأراضي الفلسطينية تستند إلى القانون الدولي بشأن "الاحتلال الحربي"، وخاصة اتفاقيات لاهاي. وقد أكدت المحكمة هذا التفسير مرات عديدة، على سبيل المثال في أحكامها الصادرة في عامي 2004 و2005 بشأن الجدار الفاصل.
وفي حكمها الصادر في يونيو/حزيران 2005، والذي أيد دستورية الانسحاب من غزة، قررت المحكمة أن "يهودا والسامرة" [الضفة الغربية] ومنطقة غزة هي أراضٍ تم الاستيلاء عليها أثناء الحرب، وليست جزءاً من إسرائيل:
إن منطقة يهودا والسامرة تقع تحت الاحتلال الحربي من قبل دولة إسرائيل. الذراع الطويلة للدولة في المنطقة هو القائد العسكري. وهو ليس صاحب السيادة على الأراضي الواقعة تحت الاحتلال الحربي (انظر قضية بيت سوريك، ص 832). وتمنح له السلطة بموجب القانون الدولي العام فيما يتعلق بالاحتلال الحربي. والمعنى القانوني لهذا الرأي مزدوج: أولاً، لا ينطبق القانون الإسرائيلي في هذه المناطق. ولم يتم ضمهم إلى إسرائيل. ثانياً، إن النظام القانوني الذي ينطبق في هذه المناطق يتحدد بموجب القانون الدولي العام فيما يتعلق بالاحتلال الحربي (انظر HCJ 1661/05 مجلس ساحل غزة الإقليمي ضد الكنيست وآخرين (لم ينشر بعد، الفقرة 3 من رأي المحكمة؛ فيما يلي – قضية مجلس ساحل غزة الإقليمي). وفي قلب هذا القانون الدولي العام توجد اللائحة المتعلقة بقوانين وأعراف الحرب البرية، لاهاي، 18 أكتوبر/تشرين الأول 1907 (المشار إليها فيما بعد بلوائح لاهاي). وتعكس هذه القواعد القانون الدولي العرفي. كما أن قانون الاحتلال الحربي منصوص عليه أيضًا في اتفاقية جنيف الرابعة المتعلقة بحماية الأشخاص المدنيين في وقت الحرب لعام 1949 (المشار إليها فيما بعد باتفاقية جنيف الرابعة).

#### الآراء القانونية والسياسية الإسرائيلية
وبعد حرب عام 1967 بفترة وجيزة، أصدرت إسرائيل أمرًا عسكريًا ينص على أن اتفاقيات جنيف تنطبق على الأراضي المحتلة حديثًا، ولكن تم إلغاء هذا الأمر بعد بضعة أشهر. ولسنوات عديدة، زعمت إسرائيل على أسس مختلفة أن اتفاقيات جنيف لا تنطبق عليها. هناك نظرية أخرى تتمثل في نظرية العودة المفقودة والتي زعمت أن اتفاقيات جنيف تنطبق فقط على الأراضي ذات السيادة لطرف متعاقد سام، وبالتالي فهي لا تنطبق لأن الأردن لم يمارس السيادة على المنطقة مطلقًا. ومع ذلك، فإن المجتمع الدولي لا يشاطر هذا التفسير. وقد أيدت محكمة العدل الدولية، والجمعية العامة للأمم المتحدة، ومجلس الأمن التابع للأمم المتحدة، والمحكمة العليا الإسرائيلية، تطبيق اتفاقيات جنيف على الأراضي الفلسطينية المحتلة.

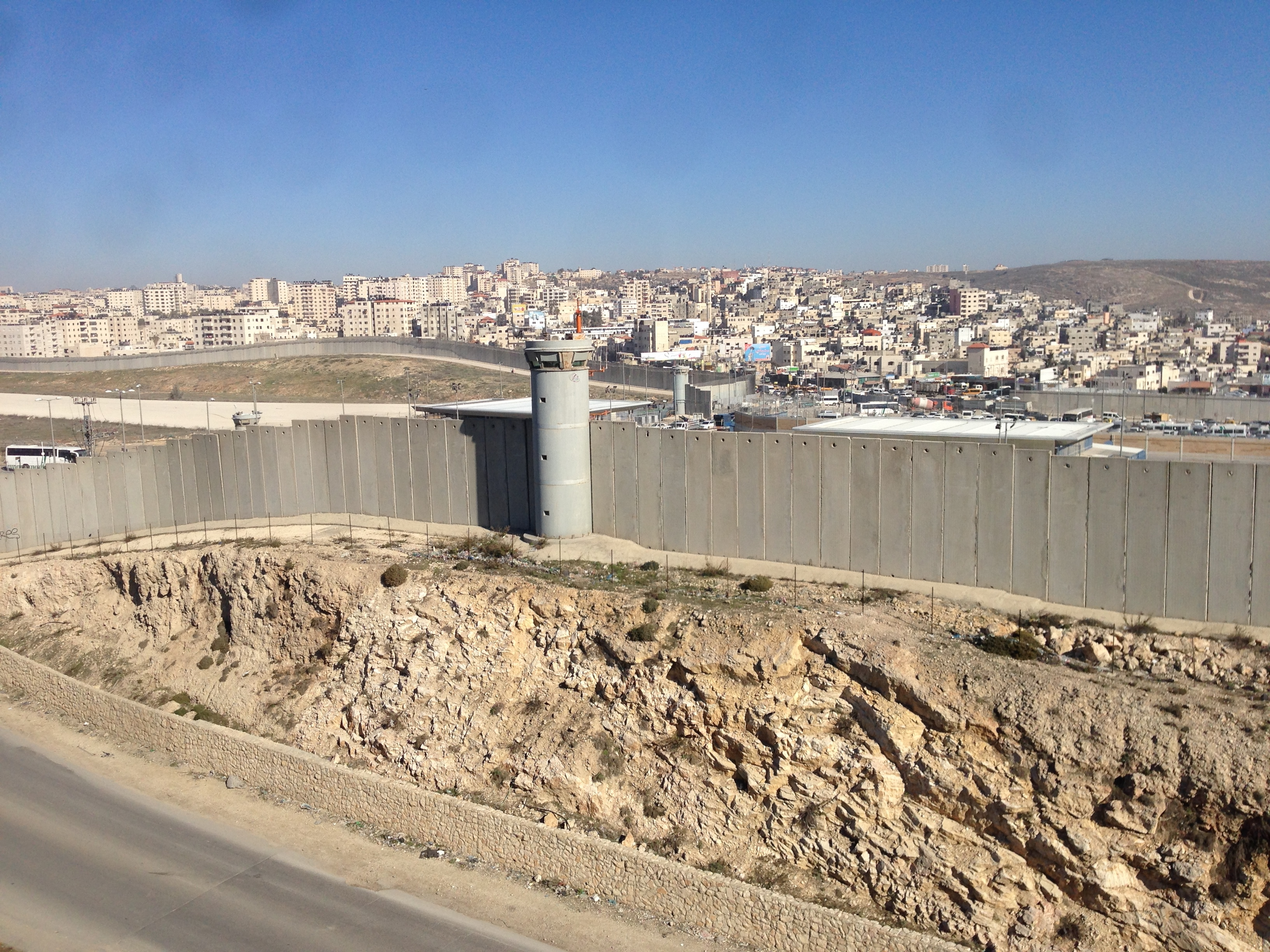
الجدار الإسرائيلي في الضفة الغربية

وفي القضايا المعروضة على المحكمة العليا الإسرائيلية، وافقت الحكومة على أن سلطة القائد العسكري راسخة في اتفاقية جنيف الرابعة المتعلقة بحماية الأشخاص المدنيين في زمن الحرب، وأن القواعد الإنسانية لاتفاقية جنيف الرابعة تنطبق عليها. وتقول وزارة الخارجية الإسرائيلية إن المحكمة العليا في إسرائيل قضت بأن اتفاقية جنيف الرابعة وأجزاء معينة من البروتوكول الإضافي الأول تعكس القانون الدولي العرفي الذي ينطبق على الأراضي المحتلة.
وقد اتخذ رئيس المحكمة العليا السابق مائير شامغار نهجاً مختلفاً، فكتب في سبعينيات القرن العشرين أنه لا يوجد أي تطبيق قانوني لاتفاقية جنيف الرابعة لعام 1949 بشأن الأراضي المحتلة على حالة الضفة الغربية وقطاع غزة، لأن الاتفاقية "تستند إلى افتراض وجود صاحب سيادة تم عزله وأنه كان صاحب سيادة شرعياً". وقد زعم الدبلوماسي الإسرائيلي دوري جولد أن لغة "الاحتلال" سمحت للمتحدثين الفلسطينيين بطمس هذا التاريخ. ومن خلال الإشارة المتكررة إلى "الاحتلال"، فإنهم ينجحون في عكس العلاقة السببية للصراع، وخاصة أمام الجماهير الغربية. وهكذا فإن النزاع الإقليمي الحالي هو على ما يبدو نتيجة لقرار إسرائيلي "بالاحتلال" وليس نتيجة لحرب فرضتها على إسرائيل مجموعة من الدول العربية في عام 1967.

خريطة الضفة الغربية، مايو 2021، توضح السيطرة الفلسطينية (الخضراء) والإسرائيلية.

وقد كتب غيرشوم جورنبرج ‏، معارضاً هذه الآراء، أن الحكومة الإسرائيلية كانت تعلم منذ البداية أنها تنتهك اتفاقية جنيف من خلال إنشاء مستوطنات مدنية في الأراضي الخاضعة لإدارة جيش الاحتلال الإسرائيلي. وأوضح أن ثيودور ميرون ‏، بصفته المستشار القانوني لوزارة الخارجية، هو الخبير الحكومي الإسرائيلي في القانون الدولي. في 16 سبتمبر 1967، كتب ميرون مذكرة سرية للغاية إلى آدي يافه، السكرتير السياسي لرئيس الوزراء، بشأن "الاستيطان في الأراضي الخاضعة للإدارة"، وجاء فيها: "استنتاجي هو أن الاستيطان المدني في الأراضي الخاضعة للإدارة يتعارض مع الأحكام الصريحة لاتفاقية جنيف الرابعة". كتب موشيه ديان مذكرة سرية في عام 1968 يقترح فيها الاستيطان الجماعي في الأراضي، وجاء فيها: "إن توطين الإسرائيليين في الأراضي الخاضعة للإدارة، كما هو معروف، يتعارض مع الاتفاقيات الدولية، ولكن لا يوجد شيء جديد في جوهره بشأن ذلك".
وقد أدلت الحكومات الإسرائيلية المختلفة بتصريحات سياسية، ويشكك العديد من مواطني إسرائيل وأنصارها في أن الأراضي محتلة، ويزعمون أن استخدام مصطلح "محتلة" فيما يتصل بسيطرة إسرائيل على المناطق ليس له أساس في القانون الدولي أو التاريخ، وأنه يحكم مسبقاً على نتائج أي مفاوضات مستقبلية أو جارية. ويجادلون بأنه من الأكثر دقة الإشارة إلى الأراضي باعتبارها " متنازع عليها " بدلاً من " محتلة " على الرغم من أنهم يوافقون على تطبيق الأحكام الإنسانية لاتفاقية جنيف الرابعة في انتظار حل النزاع. رفض يوروم دينشتاين الموقف القائل بأنهم ليسوا محتلين باعتباره "يستند إلى أسس قانونية مشكوك فيها، مع الأخذ في الاعتبار أن اتفاقية جنيف الرابعة لا تجعل تطبيقها مشروطًا بالاعتراف بالألقاب [السيادية]". تشير العديد من المواقع الإلكترونية الحكومية الإسرائيلية إلى هذه المناطق باعتبارها "أراضي محتلة". وبحسب هيئة الإذاعة البريطانية (بي بي سي)، فإن "إسرائيل تزعم أن الاتفاقيات الدولية المتعلقة بالأراضي المحتلة لا تنطبق على الأراضي الفلسطينية لأنها لم تكن تحت السيادة الشرعية لأي دولة في المقام الأول".
وفي تقرير الوضع القانوني للبناء في يهودا والسامرة، والذي يشار إليه عادة باسم تقرير ليفي، والذي نشر في يوليو/تموز 2012، توصلت لجنة مكونة من ثلاثة أعضاء برئاسة قاضي المحكمة العليا الإسرائيلية السابق إدموند ليفي والتي عينها رئيس الوزراء بنيامين نتنياهو إلى استنتاج مفاده أن الوجود الإسرائيلي في الضفة الغربية ليس احتلالاً بالمعنى القانوني، وأن المستوطنات الإسرائيلية في تلك الأراضي لا تتعارض مع القانون الدولي. وقد قوبل التقرير بالموافقة والانتقادات الشديدة في إسرائيل وخارجها. وحتى يوليو/تموز 2013، لم يُعرض التقرير على مجلس الوزراء الإسرائيلي أو أي هيئة برلمانية أو حكومية تملك سلطة الموافقة عليه.

#### الآراء الدينية لليهود الإسرائيليين

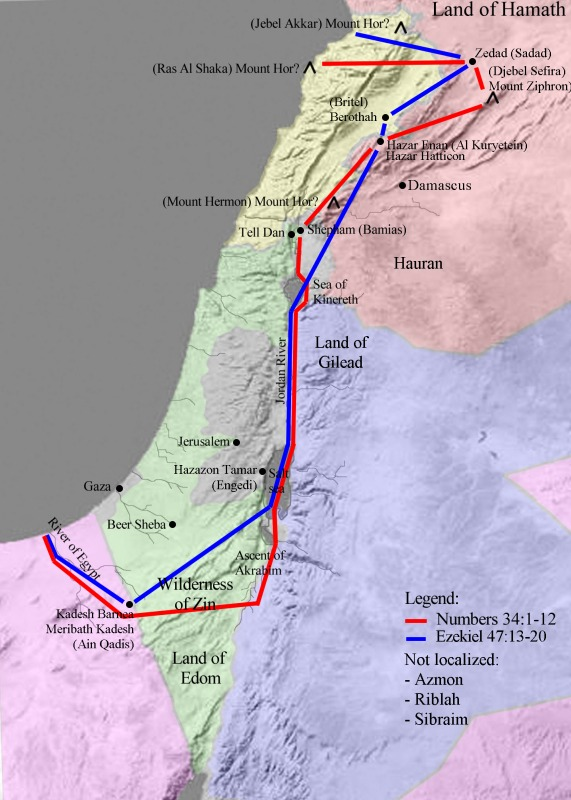
خريطة توضح تفسير حدود أرض إسرائيل، استنادًا إلى الآيات الكتابية الموجودة في ، وتشمل جميع الأراضي المحتلة تقريبًا.

وفقًا لوجهات نظر معظم أتباع الصهيونية الدينية وتيارات معينة من اليهودية الأرثوذكسية، لا توجد، ولا يمكن أن تكون، "مناطق محتلة" لأن كل أرض إسرائيل (العبرية: אֶרֶץ יִשְׂרָאֵל؛ إسرائيل (بالعبرية: ʼÉreṣ Yiśrāʼēl) تنتمي إلى اليهود، والمعروفين أيضًا باسم بنو إسرائيل، منذ العصور القديمة التوراتية استنادًا إلى مقاطع مختلفة من الكتاب المقدس العبري.[بحاجة لمصدر]
إن المعتقد الديني اليهودي بأن المنطقة هي ميراث من الله للشعب اليهودي يعتمد على التوراة، وخاصة سفر التكوين والخروج، وكذلك كتب الأنبياء. بحسب سفر التكوين، فإن الأرض وعد بها الله لذرية إبراهيم من خلال ابنه إسحاق ولبني إسرائيل، ذرية يعقوب، حفيد إبراهيم. إن القراءة الحرفية للنص تشير إلى أن وعد الأرض هو (أو كان في وقت ما) أحد العهود الكتابية بين الله وبني إسرائيل، كما تظهر الآيات التالية.[بحاجة لمصدر]
يختلف تعريف حدود هذه المنطقة باختلاف النصوص الكتابية، ومن أهمها:
- سفر التكوين 15:18–21
- سفر الخروج 23:28–33
- سفر العدد 34:1–15
- سفر التثنية 11:24
- سفر التثنية 1:7
- سفر حزقيال 47:13–20

إن حدود أرض إسرائيل تختلف عن حدود الممالك الإسرائيلية التاريخية. حكمت دولة بار كوخبا، والمملكة الهيرودية، والمملكة الحشمونائية، وربما المملكة المتحدة لإسرائيل ويهوذا أراضٍ ذات حدود متشابهة ولكنها ليست متطابقة. ولدى دولة إسرائيل الحالية أيضًا حدود مماثلة، ولكنها ليست متطابقة.
طائفة صغيرة من اليهود الحريديم، ناطوري كارتا، تعارض الصهيونية وتدعو إلى تفكيك دولة إسرائيل سلميًا، معتقدة أن اليهود ممنوعون من إقامة دولتهم الخاصة حتى مجيء المسيح.

### وجهات النظر الدولية
المصطلح الرسمي الذي يستخدمه مجلس الأمن التابع للأمم المتحدة لوصف الأراضي التي تحتلها إسرائيل هو "الأراضي العربية المحتلة منذ عام 1967، بما في ذلك القدس"، والذي يستخدم، على سبيل المثال، في القرارات 446 (1979). نسخة محفوظة 2015-05-17 على موقع واي باك مشين.، 452 (1979) نسخة محفوظة 2015-04-04 على موقع واي باك مشين.، 465 (1980) و 484. كما قرر مؤتمر الأطراف في اتفاقية جنيف الرابعة، واللجنة الدولية للصليب الأحمر، أن هذه الأراضي محتلة وأن أحكام اتفاقية جنيف الرابعة المتعلقة بالأراضي المحتلة تنطبق عليها.
ولم تعترف أي دولة أخرى بضم إسرائيل للقدس الشرقية في عام 1980 (انظر قانون القدس)، كما أن ضم مرتفعات الجولان في عام 1981 (انظر قانون مرتفعات الجولان) لم تعترف به إلا الولايات المتحدة. أعلن قرار مجلس الأمن التابع للأمم المتحدة رقم 478 أن ضم القدس الشرقية "باطل ولاغ" وطالب بإلغائه. وأعلن مجلس الأمن التابع للأمم المتحدة في قراره رقم 497 أيضا أن ضم الجولان "باطل ولاغ". بعد انسحاب إسرائيل من شبه جزيرة سيناء في عام 1982، كجزء من معاهدة السلام بين مصر وإسرائيل عام 1979، لم تعد سيناء تعتبر أرضاً محتلة. في حين أن السلطة الفلسطينية والاتحاد الأوروبي ومحكمة العدل الدولية والجمعية العامة للأمم المتحدة ومجلس الأمن التابع للأمم المتحدة تعتبر القدس الشرقية جزءًا من الضفة الغربية وتحتلها إسرائيل؛ فإن إسرائيل تعتبر القدس بأكملها عاصمة لها وأرضًا ذات سيادة.
لقد عهد المجتمع الدولي رسميا إلى اللجنة الدولية للصليب الأحمر بدور حارس القانون الدولي الإنساني. ويتضمن ذلك وظيفة المراقبة التي تتخذ بموجبها إجراءات مباشرة لتشجيع أطراف الصراع المسلح على الامتثال للقانون الإنساني الدولي. وصرح رئيس بعثة الصليب الأحمر الدولي إلى إسرائيل والأراضي المحتلة بأن إنشاء المستوطنات الإسرائيلية في الأراضي المحتلة يشكل انتهاكا خطيرا لاتفاقيات جنيف ويشكل جريمة حرب.
في عام 1986، قضت محكمة العدل الدولية بأن أجزاء من اتفاقيات جنيف لعام 1949 لا تمثل سوى إعلان للقانون الدولي العرفي القائم. في عام 1993، اعتمد مجلس الأمن التابع للأمم المتحدة قراراً ملزماً بموجب الفصل السابع يقضي بإنشاء المحكمة الجنائية الدولية ليوغوسلافيا السابقة. وقد وافق القرار على نظام أساسي ينص على أن مشكلة التزام بعض الدول، وليس كلها، باتفاقيات جنيف لا تنشأ، حيث أن الاتفاقية، بلا شك، هي إعلان للقانون الدولي العرفي. إن التفسير اللاحق لمحكمة العدل الدولية لا يدعم وجهة نظر إسرائيل بشأن مدى تطبيق اتفاقيات جنيف.

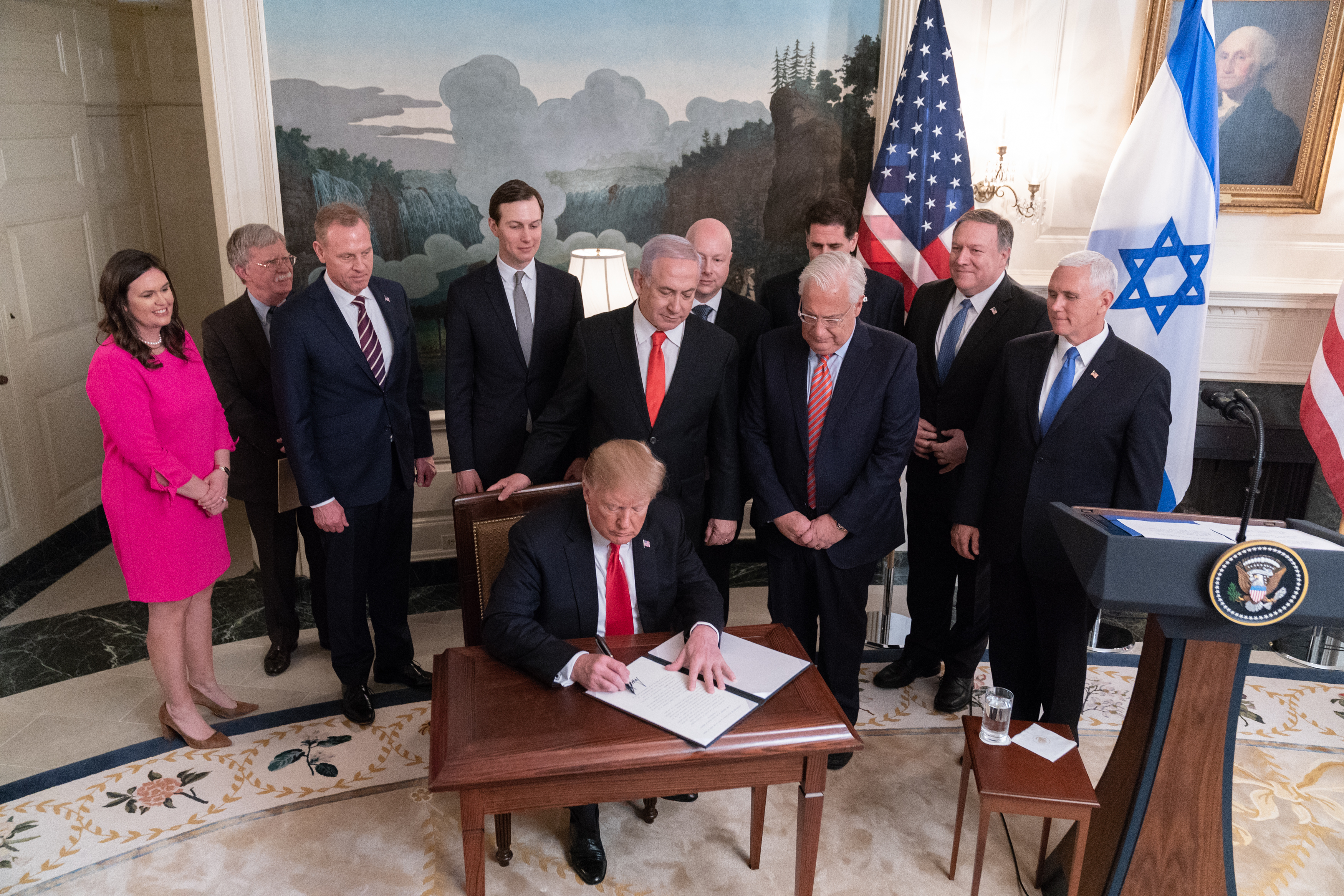
الرئيس دونالد ترامب يوقع على إعلان الاعتراف بسيادة إسرائيل على مرتفعات الجولان، 25 مارس 2019

وفي يوليو/تموز 2004، أصدرت محكمة العدل الدولية رأياً استشارياً بشأن "العواقب القانونية المترتبة على بناء جدار في الأراضي الفلسطينية المحتلة". ولاحظت المحكمة أنه بموجب القانون الدولي العرفي كما هو منصوص عليه في المادة 42 من اللائحة الملحقة باتفاقية لاهاي الرابعة، تعتبر الأراضي محتلة عندما توضع فعلياً تحت سلطة الجيش المعادي، ولا يمتد الاحتلال إلا إلى الأراضي التي أنشئت فيها هذه السلطة ويمكن ممارستها. وقد أثارت إسرائيل عدداً من الاستثناءات والاعتراضات، إلا أن المحكمة وجدتها غير مقنعة. وقضت المحكمة بأن القوات المسلحة الإسرائيلية احتلت أراضٍ في عام 1967، أثناء الصراع بين إسرائيل والأردن، وأن الأحداث اللاحقة في تلك الأراضي لم تفعل شيئاً لتغيير الوضع.
وقد وصفت قرارات متعددة صادرة عن الجمعية العامة للأمم المتحدة استمرار احتلال فلسطين بأنه غير قانوني. في تقريره لعام 2017 إلى الجمعية العامة للأمم المتحدة، أبدى مايكل لينك، المقرر الخاص للأمم المتحدة المعني بحقوق الإنسان في الأراضي الفلسطينية المحتلة منذ عام 1967، رأيه بأن الاحتلال نفسه أصبح غير قانوني وأوصى بتكليف الأمم المتحدة بدراسة لتحديد ذلك والنظر في طلب رأي استشاري من محكمة العدل الدولية. وقد خلص الاتجاه العام لدراسات القانون الدولي التي تناولت هذه المسألة إلى أن الاحتلال، بغض النظر عما إذا كان قانونياً في البداية أم لا، أصبح غير قانوني مع مرور الوقت. وتشمل الأسباب التي ساقها البعض لتبرير عدم شرعية الاحتلال انتهاك الحظر المفروض على الاستيلاء على الأراضي بالقوة، وأن الاحتلال ينتهك حق الفلسطينيين في تقرير المصير، وأن الاحتلال نفسه هو نظام غير قانوني "للاستعباد والهيمنة والاستغلال الأجنبي"، أو مزيج من هذه العوامل.

## انتهاكات القانون الدولي
إن إنشاء المستوطنات الإسرائيلية يعتبر بمثابة نقل للسكان المدنيين الإسرائيليين إلى الأراضي المحتلة وبالتالي فهو غير قانوني بموجب اتفاقية جنيف الرابعة. وهذا ما يتنازع عليه خبراء قانونيون آخرون يجادلون في هذا التفسير للقانون.
في عام 2000، صرّح محررو أكاديمية جنيف للقانون الإنساني الدولي وحقوق الإنسان، والكتاب السنوي للقانون الدولي لفلسطين (1998–1999)، بأن "نقل القوة المحتلة، بشكل مباشر أو غير مباشر، لأجزاء من سكانها المدنيين إلى الأراضي التي تحتلها، أو ترحيل أو نقل كل أو أجزاء من سكان الأراضي المحتلة داخل هذه الأراضي أو خارجها" يُعدّ جريمة حرب. ورأوا أن هذا ينطبق بوضوح على أنشطة الاستيطان الإسرائيلية في الأراضي العربية المحتلة.
وفي عام 2004، أشارت محكمة العدل الدولية، في رأي استشاري غير ملزم، إلى أن مجلس الأمن وصف سياسة إسرائيل وممارساتها في توطين أجزاء من سكانها والمهاجرين الجدد في الأراضي المحتلة بأنها "انتهاك صارخ" لاتفاقية جنيف الرابعة. وخلصت المحكمة أيضًا إلى أن المستوطنات الإسرائيلية في الأراضي الفلسطينية المحتلة (بما في ذلك القدس الشرقية) قد أقيمت "في انتهاك للقانون الدولي" وأن جميع الدول الأطراف في اتفاقية جنيف ملزمة بضمان امتثال إسرائيل للقانون الدولي كما هو منصوص عليه في الاتفاقية.
في مايو/أيار 2012، نشر وزراء خارجية الاتحاد الأوروبي السبعة والعشرون تقريراً يندد بشدة بسياسات دولة إسرائيل في الضفة الغربية ويخلص إلى أن المستوطنات في الضفة الغربية غير قانونية: تظل المستوطنات غير قانونية بموجب القانون الدولي، بغض النظر عن القرارات الأخيرة التي اتخذتها حكومة إسرائيل. ويؤكد الاتحاد الأوروبي مجدداً أنه لن يعترف بأي تغييرات على حدود ما قبل عام 1967، بما في ذلك ما يتعلق بالقدس، باستثناء تلك التي اتفق عليها الطرفان. كما انتقد تقرير جميع وزراء خارجية الاتحاد الأوروبي فشل الحكومة الإسرائيلية في تفكيك البؤر الاستيطانية غير القانونية حتى بموجب القانون الإسرائيلي المحلي.
وتنفي إسرائيل أن تكون المستوطنات الإسرائيلية انتهاكًا لأي قوانين دولية. ولم تصدر المحكمة العليا الإسرائيلية حكماً حاسماً بعد بشأن شرعية المستوطنات بموجب اتفاقية جنيف.

### تقرير الأمم المتحدة لعام 2012 بشأن المستوطنات
قررت لجنة حقوق الإنسان التابعة للأمم المتحدة في مارس/آذار 2012 إنشاء لجنة مكلفة بالتحقيق في "آثار المستوطنات الإسرائيلية على الحقوق المدنية والسياسية والاقتصادية والاجتماعية والثقافية للشعب الفلسطيني في جميع أنحاء الأراضي الفلسطينية المحتلة، بما في ذلك القدس الشرقية". ورداً على ذلك، أوقفت حكومة إسرائيل التعاون مع مفوضية الأمم المتحدة السامية لحقوق الإنسان وقاطعت لجنة حقوق الإنسان التابعة للأمم المتحدة. وقد استجابت الحكومة الأميركية لمطلب الحكومة الإسرائيلية بمحاولة إحباط تشكيل مثل هذه اللجنة.
في 31 يناير/كانون الثاني 2012، قدمت "بعثة الأمم المتحدة المستقلة لتقصي الحقائق بشأن المستوطنات الإسرائيلية في الأراضي الفلسطينية المحتلة" تقريراً جاء فيه أن الاستيطان الإسرائيلي أدى إلى العديد من الانتهاكات لحقوق الإنسان الفلسطيني، وأنه إذا لم توقف إسرائيل كل أنشطة الاستيطان على الفور وتبدأ في سحب جميع المستوطنين من الضفة الغربية، فإنها قد تواجه قضية في المحكمة الجنائية الدولية. وقالت إن إسرائيل تنتهك المادة 49 من اتفاقية جنيف الرابعة التي تحظر نقل المدنيين من الدولة المحتلة إلى الأراضي المحتلة. وقضت بأن المستوطنات "تؤدي إلى ضمٍّ تدريجي يمنع إقامة دولة فلسطينية متصلة وقابلة للحياة، ويقوّض حق الشعب الفلسطيني في تقرير المصير". بعد انضمام فلسطين إلى الأمم المتحدة كدولة غير عضو في سبتمبر/أيلول 2012، قد تُعرض شكواها على المحكمة الدولية. ردّت وزارة الخارجية الإسرائيلية على التقرير قائلةً: "إنّ الإجراءات غير المُجدية – كالتقرير المعروض علينا – لن تُسهم إلا في عرقلة الجهود المبذولة لإيجاد حلٍّ مُستدام للصراع الإسرائيلي الفلسطيني. لقد تميّز مجلس حقوق الإنسان، للأسف، بنهجه المُنحاز والمُمنهج تجاه إسرائيل".

### توجيه الاتحاد الأوروبي لعام 2013 للفترة من 2014 إلى 2020
في أعقاب قرار اتخذه وزراء خارجية الاتحاد الأوروبي في ديسمبر/كانون الأول 2012 ينص على أن "جميع الاتفاقيات بين دولة إسرائيل والاتحاد الأوروبي يجب أن تشير بشكل لا لبس فيه وصريح إلى عدم انطباقها على الأراضي التي احتلتها إسرائيل في عام 1967"، أصدرت المفوضية الأوروبية في 30 يونيو/حزيران 2013 مبادئ توجيهية للإطار المالي للفترة من 2014 إلى 2020 تغطي جميع مجالات التعاون بين الاتحاد الأوروبي وإسرائيل، بما في ذلك الاقتصاد والعلوم والثقافة والرياضة والأوساط الأكاديمية، ولكنها تستبعد التجارة. وبموجب التوجيه فإن جميع الاتفاقيات المستقبلية بين الاتحاد الأوروبي وإسرائيل يجب أن تستبعد صراحة المستوطنات اليهودية والمؤسسات والهيئات الإسرائيلية الواقعة عبر الخط الأخضر قبل عام 1967 – بما في ذلك مرتفعات الجولان والضفة الغربية والقدس الشرقية. لن يتم منح المنح أو التمويل أو الجوائز أو المنح الدراسية من الاتحاد الأوروبي إلا إذا تم تضمين بند استبعاد المستوطنات، مما يجبر الحكومة الإسرائيلية على الاعتراف كتابيًا بأن المستوطنات في الأراضي المحتلة تقع خارج دولة إسرائيل لتأمين الاتفاقيات مع الاتحاد الأوروبي.
وفي بيان له، قال الاتحاد الأوروبي إن
المبادئ التوجيهية تتوافق مع موقف الاتحاد الأوروبي الراسخ بأن المستوطنات الإسرائيلية غير قانونية بموجب القانون الدولي، ومع عدم اعتراف الاتحاد الأوروبي بسيادة إسرائيل على الأراضي المحتلة، بغض النظر عن وضعها القانوني بموجب القانون الإسرائيلي المحلي. في الوقت الحالي، تتمتع الكيانات الإسرائيلية بالدعم المالي والتعاون مع الاتحاد الأوروبي، وهذه المبادئ التوجيهية مصممة لضمان استمرار ذلك. في الوقت نفسه، أعربت أوروبا عن قلقها من أن الكيانات الإسرائيلية في الأراضي المحتلة قد تستفيد من دعم الاتحاد الأوروبي. الغرض من هذه المبادئ التوجيهية هو التمييز بين دولة إسرائيل والأراضي المحتلة عندما يتعلق الأمر بدعم الاتحاد الأوروبي.
لا تنطبق هذه المبادئ التوجيهية على أي هيئة فلسطينية في الضفة الغربية أو القدس الشرقية، ولا تؤثر على الاتفاقيات بين الاتحاد الأوروبي ومنظمة التحرير الفلسطينية أو السلطة الفلسطينية، كما أنها لا تنطبق على الوزارات الحكومية الإسرائيلية أو الوكالات الوطنية، أو على الأفراد، أو على منظمات حقوق الإنسان العاملة في الأراضي المحتلة، أو على المنظمات غير الحكومية العاملة من أجل تعزيز السلام والتي تعمل في الأراضي المحتلة.
ووصف مسؤول إسرائيلي رغب في عدم الكشف عن هويته هذه الخطوة بأنها ”زلزال“. وأثار ذلك انتقادات شديدة من رئيس الوزراء بنيامين نتنياهو الذي قال في بيان بثته وسائل الإعلام: ”بصفتي رئيس وزراء إسرائيل، لن أسمح بإلحاق الأذى بمئات الآلاف من الإسرائيليين الذين يعيشون في الضفة الغربية وهضبة الجولان وعاصمتنا الموحدة القدس. لن نقبل أي إملاءات خارجية بشأن حدودنا. لن يتم تسوية هذه المسألة إلا من خلال مفاوضات مباشرة بين الطرفين“. كما تشعر إسرائيل بالقلق من أن نفس السياسة قد تمتد لتشمل منتجات المستوطنات والسلع المصدرة إلى الأسواق الأوروبية، حيث تضغط بعض الدول الأعضاء في الاتحاد الأوروبي من أجل تطبيق سياسة على مستوى الاتحاد الأوروبي لوضع علامات على المنتجات والسلع التي مصدرها المستوطنات اليهودية لتمكين المستهلكين من اتخاذ قرارات مستنيرة. قررت لجنة وزارية خاصة برئاسة رئيس الوزراء نتنياهو الاتصال بالاتحاد الأوروبي والمطالبة بإدخال عدة تعديلات أساسية على المبادئ التوجيهية قبل الدخول في أي مشاريع جديدة مع الأوروبيين. وأكد متحدث باسم الاتحاد الأوروبي أن محادثات إضافية ستجرى بين إسرائيل والاتحاد الأوروبي، قائلاً: ”نحن على استعداد لتنظيم مناقشات يمكن خلالها تقديم هذه التوضيحات، ونتطلع إلى استمرار التعاون الناجح بين الاتحاد الأوروبي وإسرائيل، بما في ذلك في مجال التعاون العلمي“.
وأشاد الفلسطينيون وأنصارهم بتوجيه الاتحاد الأوروبي باعتباره عقوبة سياسية واقتصادية كبيرة ضد المستوطنات. ورحبت حنان عشراوي بالمبادئ التوجيهية قائلة: "لقد انتقل الاتحاد الأوروبي من مستوى البيانات والإعلانات والتنديدات إلى قرارات سياسية فعالة وخطوات ملموسة، والتي تشكل نقلة نوعية سيكون لها تأثير إيجابي على فرص السلام".

### رأي محكمة العدل الدولية لعام 2024
أصدرت محكمة العدل الدولية رأيًا استشاريًا تاريخيًا في يوليو 2024 مفاده أن احتلال إسرائيل للضفة الغربية والقدس الشرقية وقطاع غزة غير قانوني، وأن هذا "الوجود غير القانوني" يجب أن ينتهي "بأسرع ما يمكن". ووجدت المحكمة أن احتلال إسرائيل غير قانوني بسبب "الإساءة المستمرة من جانب إسرائيل لموقفها كقوة احتلال من خلال ضمها وتأكيد السيطرة الدائمة على الأراضي الفلسطينية المحتلة، وإحباطها المستمر لحق الشعب الفلسطيني في تقرير المصير". وذكرت المحكمة أيضًا أن إسرائيل يجب أن "تقدم تعويضات عن الأضرار التي لحقت بجميع الناس" في هذه الأراضي، وأن إسرائيل لديها أيضًا "التزام بوقف جميع أنشطة الاستيطان الجديدة على الفور وإجلاء جميع المستوطنين" من الضفة الغربية والقدس الشرقية.

## الملاحظات
1. 1 2  أعيدت مدينة طابا الحدودية في عام 1989 في اتفاق منفصل يسمح للإسرائيليين بالسفر إليها مجانًا.[24]
2. ↑  منذ مايو 1994 (توقيع اتفاق غزة أريحا) وحتى أغسطس 2005 (الانسحاب الإسرائيلي من غزة)، تنازلت إسرائيل عن جزء من القطاع للسلطة الوطنية الفلسطينية.
3. 1 2  انظر الاجتياح الإسرائيلي لقطاع غزة (2023 – الآن)
4. 1 2  شملت المنطقة المحتلة جزيرتي تيران وصنافير عند مدخل خليج العقبة. سلمت إسرائيل الجزيرتين إلى مصر كجزء من انسحابها من شبه جزيرة سيناء، وفي عام 2017 سلمت مصر الجزيرتين إلى السعودية. وتم التشاور مع إسرائيل ووافقت على نقل السيادة لاحقًا إلى السعودية.
5. ↑  وعلى الرغم من تخليها في عام 1988 عن مطالباتها بالقدس الشرقية، لا تزال الأردن تطالب بمجمع المسجد الأقصى داخل القدس الشرقية.[27]
6. 1 2  المنطقة (ب) تقع تحت السيطرة المدنية للسلطة الوطنية الفلسطينية وتحت السيطرة الأمنية الإسرائيلية.
7. ↑  منذ بدء الاحتلال عام 1967، طبّقت إسرائيل قوانينها على المواطنين الإسرائيليين المقيمين في الضفة الغربية، حيث أصدرت قوانين إسرائيلية متتالية تُجيز بناء المستوطنات الإسرائيلية في الضفة الغربية، كلٌّ منها يستمر لخمس سنوات. وقد أُقرّ آخر تصريح طارئ في يناير 2023.[28]
8. ↑  على مر السنين، وضعت إسرائيل عدة خطط لضم أجزاء من الأراضي. سُميت الخطة الأولى بخطة آلون. أما الخطة الأحدث فكانت ضم 60% من الأراضي بحلول يوليو/تموز 2020.[29] ولم تُنفذ أيٌّ من خطط الضم.
9. ↑  في سياق الحرب على غزة 2023–2024، نظم بعض الإسرائيليين أنفسهم بهدف إعادة بناء المستوطنات التي تم إخلاؤها.[30]

## وصلات خارجية
- العواقب القانونية الناجمة عن سياسات وممارسات إسرائيل في الأرض الفلسطينية المحتلة، بما فيها القدس الشرقية، الرأي الاستشاري لمحكمة العدل الدولية، 19 يوليو/تموز 2024
- من «الأراضي المحتلة» إلى «الأراضي المتنازع عليها ' بقلم دوري جولد نسخة محفوظة 2011-07-09 على موقع واي باك مشين.
- "المصالح المائية الإسرائيلية في الأراضي المحتلة"، من "الأمن من أجل السلام: الحد الأدنى من متطلبات الأمن الإسرائيلية في المفاوضات مع الفلسطينيين" (نسخة محفوظة 2005-10-30 على موقع واي باك مشين.)، بقلم زئيف شيف، 1989. تم استرجاعه في 8 أكتوبر 2005.
- هاويل، مارك (2007). ماذا فعلنا لنستحق هذا؟ الحياة الفلسطينية تحت الاحتلال في الضفة الغربية، دار غارنيت للنشر.(ردمك 978-1-85964-195-8)رقم ISBN 978-1-85964-195-8.
- الأراضي الفلسطينية المحتلة، مكتب المفوض السامي للأمم المتحدة لحقوق الإنسان